# FIA Groupe B
Pour les articles homonymes, voir Groupe.

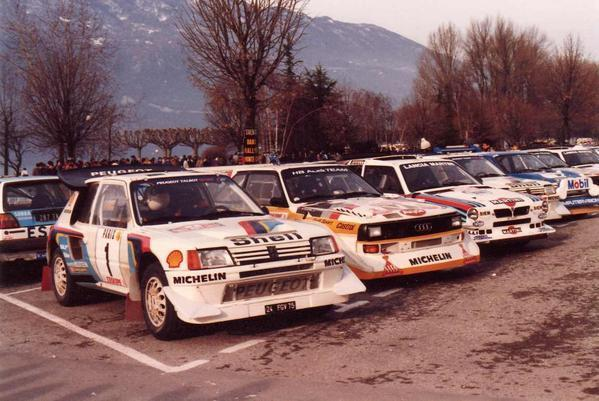
Peugeot 205 Turbo 16, Audi Quattro Sport E2, Lancia Delta S4 et MG Metro 6R4 dans le parc fermé du Rallye Monte-Carlo 1986, à Aix-les-Bains.

Le Groupe B est la catégorie relative aux voitures de sport modifiées et produites à 200 exemplaires, dans le règlement de la Fédération internationale de l'automobile (FIA). Cette catégorie est créée en 1982 pour remplacer les anciennes catégories Groupe 4 et Groupe 5.
Cette catégorie marqua particulièrement le Championnat du monde des rallyes où les véhicules atteignaient des records de puissance pour la discipline, jusqu'à 600 chevaux pour l'Audi Quattro Sport E2, mais aussi pour ses accidents mortels, qui provoquèrent son bannissement en mai 1986, avec effet au 1er janvier 1987. Certaines de ces voitures possédaient aussi quatre roues motrices plus adaptées aux rallyes de l'époque.

## Définition du Groupe B et spécificités techniques

### Homologation
Pour être autorisé à courir en Groupe B, un modèle devait être produit à au moins 200 exemplaires en un an par son constructeur. Le constructeur pouvait alors engager une vingtaine de voitures par an, nommées « Evolution », strictement réservées à la compétition. Le nombre passera à dix voitures en 1986.

### Classes
| Cylindrée         | Cyl. avec turbo | Poids minimum | Largeur des roues max. (en pouces) (total des 2 roues d'un même côté) | Exemples de voitures                    |
| ----------------- | --------------- | ------------- | --------------------------------------------------------------------- | --------------------------------------- |
| Jusqu'à 1 000 cm3 |                 | 580 kg        | 16"                                                                   |                                         |
| Jusqu'à 1 300 cm3 |                 | 675 kg        | 17"                                                                   | Talbot Samba Rallye                     |
| Jusqu'à 1 600 cm3 |                 | 750 kg        | 18"                                                                   |                                         |
| Jusqu'à 2 000 cm3 | 1 428 cm3       | 820 kg        | 20"                                                                   | Renault 5 Turbo                         |
| Jusqu'à 2 500 cm3 | 1 785 cm3       | 890 kg        | 22"                                                                   | Peugeot 205 Turbo 16, Lancia Delta S4   |
| Jusqu'à 3 000 cm3 | 2 142,8 cm3     | 960 kg        | 22"                                                                   | Audi Quattro Sport E2, Lancia Rally 037 |
| Jusqu'à 4 000 cm3 | 2 857 cm3       | 1 100 kg      | 24"                                                                   |                                         |
| Jusqu'à 5 000 cm3 |                 | 1 235 kg      | 26"                                                                   |                                         |
| Plus de 5 000 cm3 |                 | 1 300 kg      | 28"                                                                   |                                         |

Note : les moteurs utilisant une suralimentation (compresseur ou turbo) se voyaient appliquer un coefficient multiplicateur de 1,4.

## Historique

### Contexte: la fin des Groupes numérotés
De 1961 à 1982, les principales catégories en compétition automobile sont des groupes numérotés. Ils apparaissent en 1975 pour leur dernière modification sous les définitions suivantes :
- Catégorie A Voitures de production homologuées
  - Groupe 1 : Voitures de Tourisme de Série (5000)
  - Groupe 2 : Voitures de Tourisme spéciales (1000)
  - Groupe 3 : Voitures de Grand Tourisme de Série (1000)
  - Groupe 4 : Voitures de Grand Tourisme spéciales (400)
- Catégorie B Voitures de compétition expérimentales
  - Groupe 5 : Voitures de sport
- Catégorie C Voitures de course
  - Groupe 7 : Voitures de course biplaces
  - Groupe 8 : Voitures de formule Internationale
  - Groupe 9 : Voitures de formule libre

En rallye, les constructeurs étaient surtout engagés en Groupe 2 et Groupe 4 comme Lancia avec la Stratos, Ford avec l'Escort, et Fiat avec la 131 Abarth.
Le remplacement de ces catégories est annoncé le 1er janvier 1978 aux constructeurs. Ceux-ci sont officiellement informés qu'ils disposent de 5 années pour concevoir et préparer de nouveaux véhicules en adéquation avec les futurs groupes:
- N : voitures de tourisme modifiées (remplaçant du groupe 1)
- B : voitures de grand tourisme modifiées (remplaçant des groupes 4 et 5)
- A : voitures de production (remplaçant du groupe 2)

Ceux-ci entreront en vigueur le 1er janvier 1983, les prototypes étant acceptés en 1982.

### Évolution

#### 1982

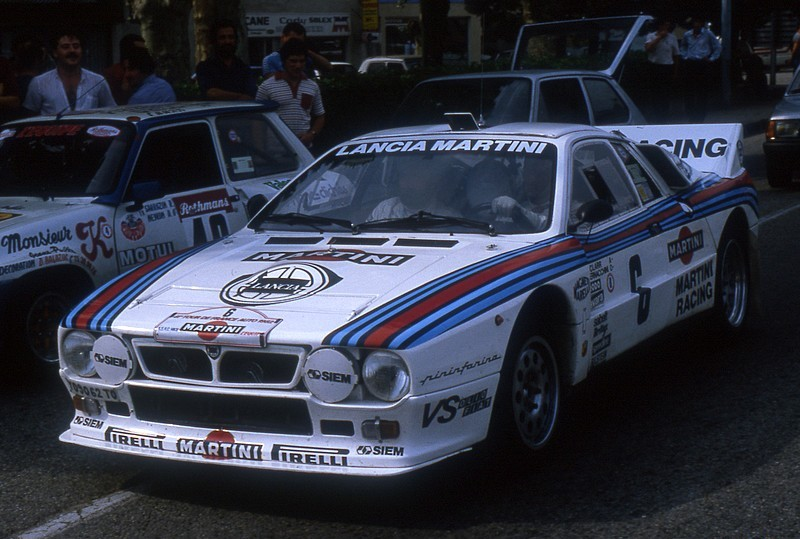
Jean Louis Clarr au Tour de France automobile 1982 sur Lancia Rally 037

En 1982, seules les marques Citroën et Lancia s'engagent sous la réglementation Groupe B, Audi remportant le championnat des constructeurs avec sa Quattro en Groupe 4 (avec aux 2ème et 3ème places championnat pilote Michèle Mouton et Hannu Mikkola), Walter Röhrl remportant le championnat pilotes avec une Opel Ascona 400, en Groupe 4.

#### 1983
L'année 1983, première année effective du groupe B en Championnat du monde des rallyes, est marquée par la domination de l'Audi quattro A1/A2 et Hannu Mikkola est champion du monde pilote. L'équipe Audi se montrait effectivement la plus rapide grâce à sa technologie révolutionnaire de la transmission intégrale Quattro. Mais le manque de régularité de l'équipe allemande permit à Lancia et sa Lancia Rally 037 de gagner le titre constructeurs. La Lancia Rally 037 était encore une propulsion, car le constructeur ne faisait pas assez confiance à la technologie quatre roues motrices. Néanmoins avec son allure ramassée, sa conception spéciale pour la compétition et son compresseur volumétrique en faisait une voiture redoutable, notamment sur asphalte. Opel avec sa Manta 400 et Toyota, entre autres, rejoignirent le Groupe B.

#### 1984

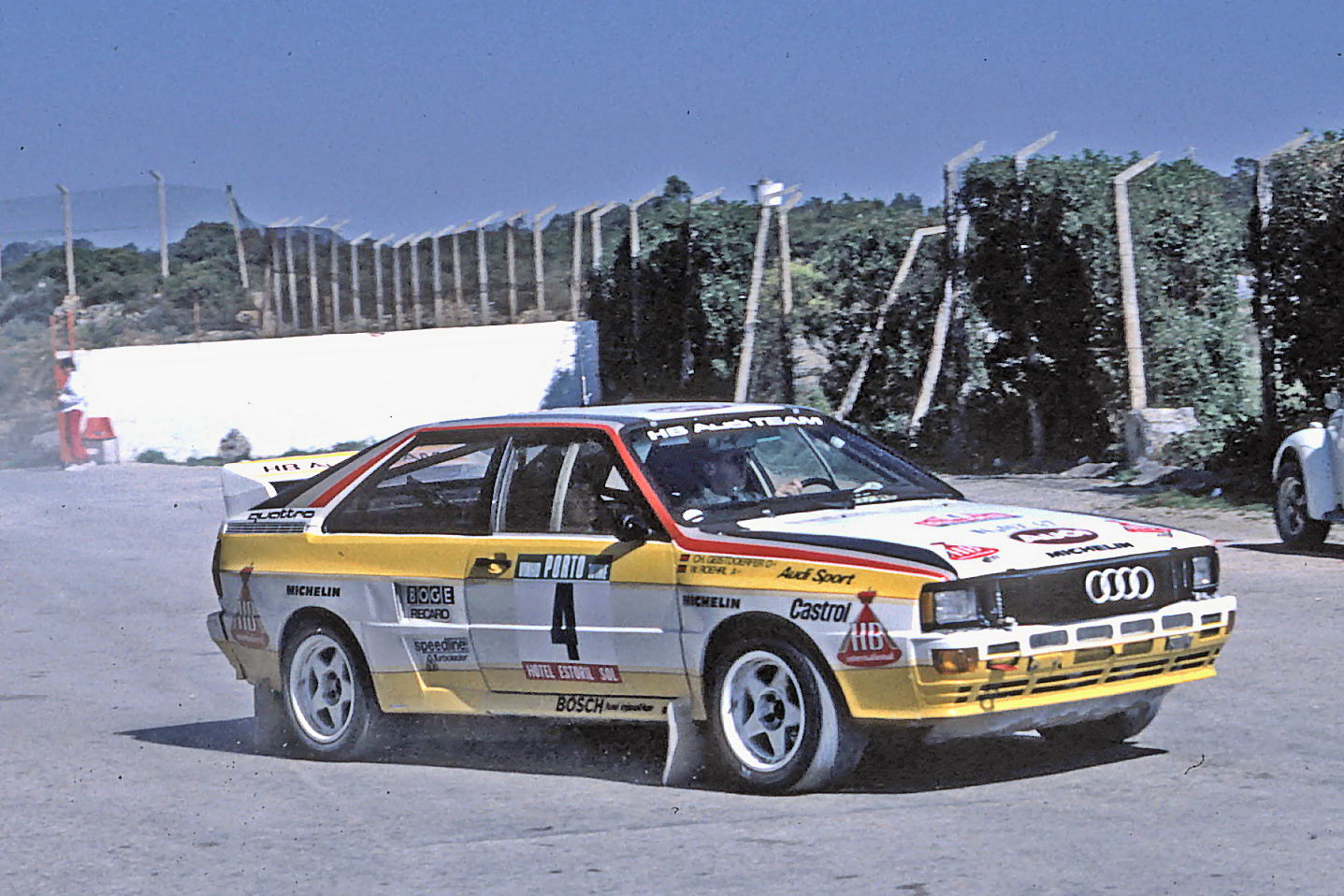
Walter Röhrl sur une Audi quattro A2 au Rallye du Portugal 1984

En 1984, Audi (qui vient d'augmenter la puissance de sa Quattro), plus fiable et régulier, réalise le doublé et ravit donc les deux titres et ce malgré la magnifique victoire de Markku Alén au Tour de Corse. Le pilote suédois Stig Blomqvist est sacré champion. Mais cette année-là apparaît, encore au Tour de Corse, un concurrent qui va contrarier les plans d'Audi par la suite. Il s'agit de Peugeot Talbot Sport qui se lance en Groupe B avec la Peugeot 205 Turbo 16  Evolution 1. Le constructeur se donne les moyens de ses ambitions et engage de grands noms du sport automobile comme Ari Vatanen et Jean Todt, le succès est quasi immédiat.

#### 1985
L'année 1985 est donc logiquement marquée par la domination de Peugeot Talbot Sport et de sa 205 plus petite et légère que ses concurrentes. En outre, la nouvelle Sport quattro (toujours plus puissante) souffre à nouveau d'un manque de régularité et de gros problèmes de sous-virage qui la pénalisent sur des routes comme le Monte-Carlo. La Lancia Rally 037 quant à elle n'est plus en mesure de rattraper son retard technologique : sa propulsion permet de la performance essentiellement sur asphalte, mais se montre catastrophique sur terrain glissant. Toutefois, un espoir se construit pour la firme italienne avec la conception d'une nouvelle voiture dotée d'une transmission intégrale, d'un turbo et de son fameux compresseur volumétrique : la Delta S4. Elle apparaît au RAC 1985, qu'elle remporte aux mains d'un pilote en pleine ascension, Henri Toivonen. Au championnat constructeurs, Peugeot rafle la mise et Timo Salonen succède à Stig Blomqvist. Le 2 mai de cette année, le pilote officiel italien Attilio Bettega se tue au volant de sa Lancia Rally 037 en percutant un arbre durant le Tour de Corse, lors de la spéciale entre Zérubia et Martini. Son copilote Maurizio Perissinot en sort indemne.
À la fin de la saison, beaucoup de constructeurs rejoignent le Groupe B, attirés par les faibles contraintes d'homologation et par ce sport populaire suivi par les médias, notamment la télévision ; le Groupe B fait du rallye un événement incroyable suivi par un public déchainé. On trouve par exemple Austin Rover et sa Metro 6R4 doté d'un moteur V6 atmo, Ford et sa RS200 ou encore Citroën et sa Citroën BX 4TC.

#### 1986

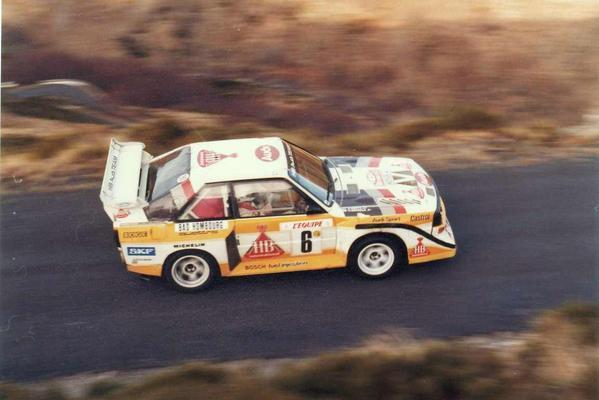
Hannu Mikkola sur une Audi Sport quattro E2 au Rallye Monte Carlo 1986

En 1986, Audi sort la dernière évolution de la Sport quattro, la E2, qui dispose de plus de 500 ch et d'un « package » aérodynamique imposant pour pouvoir la maintenir au sol, Lancia engage sa nouvelle voiture, la Delta S4, avec un moteur à double suralimentation (turbo + compresseur), Peugeot a les armes pour défendre son titre avec la 205 Turbo 16 Evo 2 et enfin Ford a ses chances avec une RS200 à la pointe de la technologie.
Le Monte Carlo ouvrir le bal. Le public est toujours plus nombreux et la télévision a bien compris l'ampleur de l'évènement (la première spéciale à Aillon le Jeune est retransmise en direct sur TF1). À l'issue d'un magnifique rallye long de 5 jours, marqué par un engouement du public incroyable, Toivonen remporte le rallye dans la dernière nuit devant Timo Salonen et sa Turbo 16.
Malheureusement ce qui devait arriver arrive : le nombre toujours plus important de spectateurs massés sur les bords de pistes et souvent mal placés finit par provoquer une catastrophe. Lors du Rallye du Portugal, la Ford RS200 de Joaquim Santos percute la foule, ce qui entraîne la mort de trois spectateurs et des dizaines de blessés. Les équipes de pointe quittent le rallye, refusant de courir avec tant de spectateurs sur les spéciales. Audi se retire quant à elle jusqu'à la fin de la saison, et prépare déjà sa RS002 Groupe S pour 1987.
Mais le coup fatal pour le Groupe B est encore à venir. Lors du Tour de Corse, Henri Toivonen, alors en tête du rallye, quitte la piste dans la 18eme spéciale entre Corte et Taverna, dans la descente du col d'Ominanda et plonge dans un ravin avec sa Lancia Delta S4. Le réservoir explose au contact des arbres et des rochers, Toivonen et son copilote Sergio Cresto meurent tous deux un an jour pour jour après Attilio Bettega. L'intervention des secours est tardive car il n'y a aucun spectateur dans la montagne à cet endroit, et on met du temps à se rendre compte qu'un accident est survenu. L'incendie est si violent qu'il ne subsiste de la Lancia que son châssis tubulaire. Les conséquences sont immédiates. Ford quitte à son tour la scène du Groupe B, et la FISA prend aussitôt les mesures suivantes lors du comité extraordinaire du 3 mai 1986 :
- arrêt immédiat de l'homologation de toute nouvelle évolution des voitures des groupes A et B ;
- interdiction des jupes à partir du 20 mai 1986 ;
- limitation de la durée des étapes par limitation du kilométrage ;
- obligation d'équiper les voitures de groupe B d'un système automatique d'extinction d'incendie ;
- à compter du 1er janvier 1987, annulation du futur groupe S, interdiction des voitures de groupe B à l'exception des modèles de moindre puissance, interdiction de certains matériaux dans la construction des voitures et championnat du monde des rallyes réservé aux voitures du groupe A (5 000 exemplaires minimum).

La saison se termine avec quelques controverses. Les Peugeot sont disqualifiées au Rallye Sanremo par les commissaires italiens pour des « jupes » jugées illégales, l'équipe Peugeot crie au scandale et dénonce une décision prise pour favoriser Lancia. Lors du Rallye de Grande-Bretagne, les commissaires jugent la voiture conforme alors qu'elle se présente dans le même état, ce qui conforte les accusations de Peugeot. Onze jours après le dernier rallye de cette saison, aux États-Unis, la FISA annule le résultat du Sanremo et le titre pilotes passe alors du pilote Lancia Markku Alén au pilote Peugeot Juha Kankkunen. Peugeot signe donc finalement un deuxième doublé consécutif.

### L'après

#### Groupe S

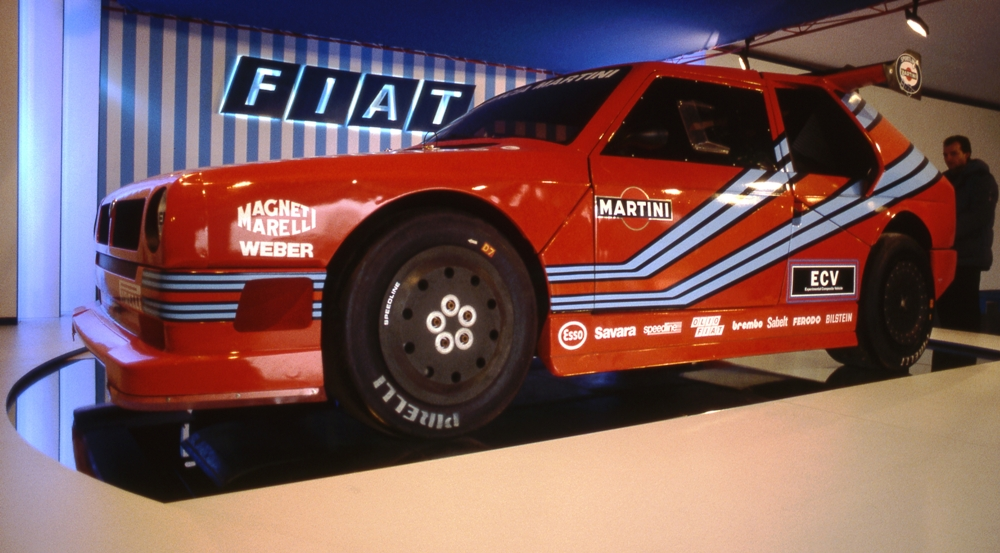
La Lancia ECV à sa présentation en décembre 1986

Nous sommes début 1986. La Fédération Internationale du Sport Automobile est consciente que le Groupe B va peut-être d'ici peu aller trop loin et dépasser les limites.

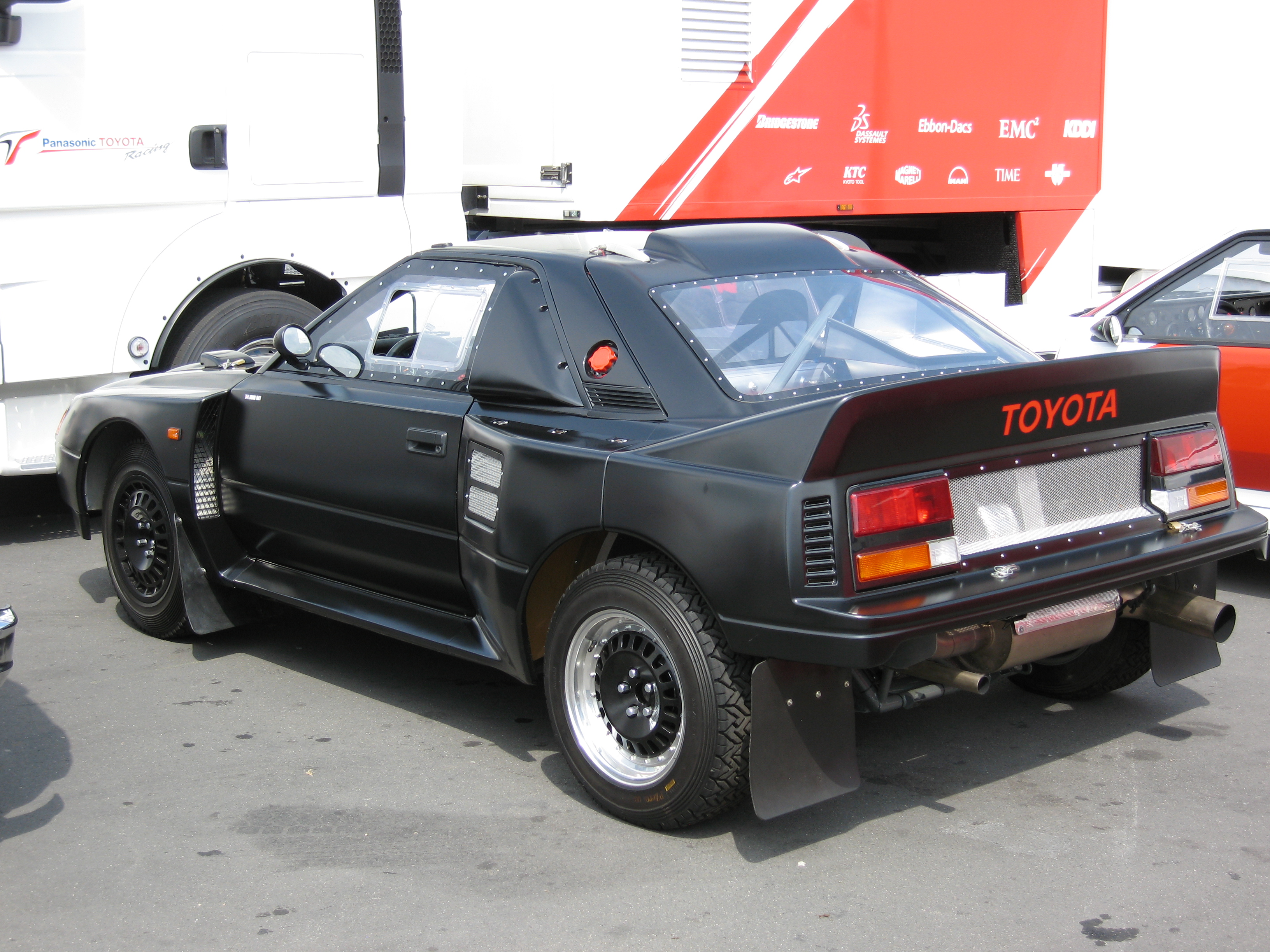
la MR2 222D

La FISA  veut créer une nouvelle catégorie pour 1987 qui devra supplanter le Groupe B, celle-ci est baptisée Groupe S (Groupe Spécial Rallye). Ce groupe aura pour particularité de voir évoluer des véhicules essentiellement conçus pour le rallye et rien d'autre. La FISA veut encourager les designs innovants et futuristes mais limiter le danger que peuvent provoquer de tels véhicules. Elle adapte donc les règles en conséquence :
- Homologation : dix exemplaires de série en un an (une seule demande par an, réservée aux grands constructeurs)
- dimensions maximales : 4,5 m × 1,9 m
- masse minimum : 1 000 kg
- diamètre maximal des jantes : 16"
- largeur maximale des jantes : 18"
- crash-test obligatoire
- cylindrée maximale : 2 400 cm3 (moteur atmosphérique) ou 1 200 cm3 (moteur suralimenté que ce soit avec un compresseur ou un turbo), avec bride limitant l'admission d'air

Lancia fait construire son prototype, une Delta S4 modifiée, la Lancia ECV1 (pour Experimental Composite Vehicle) qui développe 600 ch grâce à un moteur turbo-compressé nommé Triflux à cause des trois conduits d'air séparée. La voiture fait un large usage des matériaux composites comme le Kevlar et la fibre de carbone pour gagner du poids.
Lassé des difficultés de la Celica sur les épreuves européennes, Toyota lance en 1985 le projet 222D sur la base d'une MR2 en vue du groupe B puis finalement du Groupe S. Lors du Festival de vitesse de Goodwood 2006, Toyota dévoile une 222D noire. La voiture, prête pour la course, pèse environ 750 kg et est équipée d'un moteur turbo transversal à quatre cylindres développant 750 ch,.
Opel, voulant enfin rattraper son retard technologique développe une Kadett E à quatre roues motrices et moteur suralimenté. Elle est engagée, en deux exemplaires, au Rallye-raid Paris-Dakar 1986 (avec un moteur atmosphérique non envisagé pour le futur Groupe S) mais le projet est, comme tant d'autres, abandonné. 
Renault, malgré la fin de son engagement officiel, compte faire rouler une Maxi 5 Turbo Groupe B modifiée avec une traction intégrale (la voiture du Groupe B était une propulsion). Un seul exemplaire est produit et roulera quelques années en rallycross.
Audi planifie une voiture nommée Sport Quattro RS 002. La voiture propose un design ultra-futuriste mais se montre beaucoup moins imposante que la Quattro. Le projet est abandonné à la suite de la disparition du Groupe B et du retrait d'Audi en rallye. Il affiche 12 km au compteur et ne fut jamais testé. Cependant, en juillet 2016 lors du "Eifel Festival Rallye" à Daun en Allemagne, elle fut pilotée par le pilote emblématique allemand "Walter Röhrl" en première mondiale après 30 années passées dans le "Audi Museum mobile d'Ingolstadt".
Mais à la suite du tour de Corse 1986, le Groupe B est banni de tout rallye à partir du 1er janvier 1987 et il entraîne dans sa chute le Groupe S qui devait apparaître à cette même date. La sous-catégorie du Groupe A, le WRC, créée en 1997 par la FIA est en quelque sorte la renaissance du Groupe S. En effet, la limitation de puissance est de 300 ch afin de ne pas rendre les voitures trop dangereuses. mais contrairement au Groupe S les voitures de compétition doivent partager des pièces avec celles de production ; elles sont produites à 2 500 exemplaires au minimum en un an.

#### Rallycross

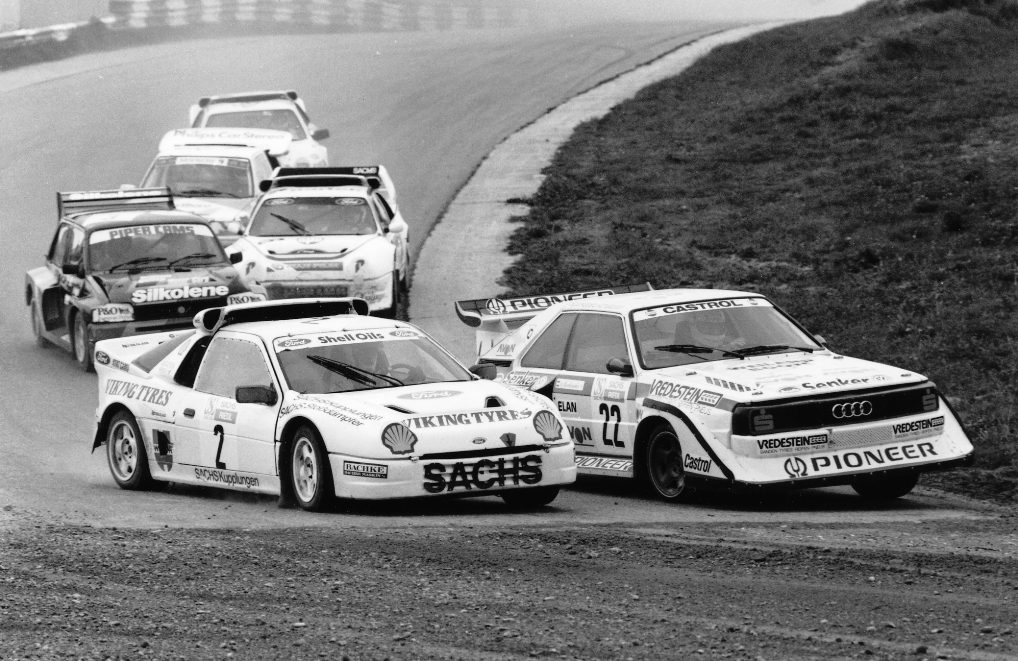
Martin Schanche (Ford RS200) et Herbert Breiteneder (Audi quattro) en Autriche pour le Championnat d'Europe de rallycross 1989

Dès 1987, de nombreuses voitures du groupe B comme la 205 Turbo 16 Evo 2, la Delta S4, la Ford RS200, la Quattro Sport E2 ou la Métro 6R4 s'engagent dans le championnat d'Europe de rallycross en division 2. En 1992, en raison de leur retard technologique, elles disparaitront.

#### Paris Dakar

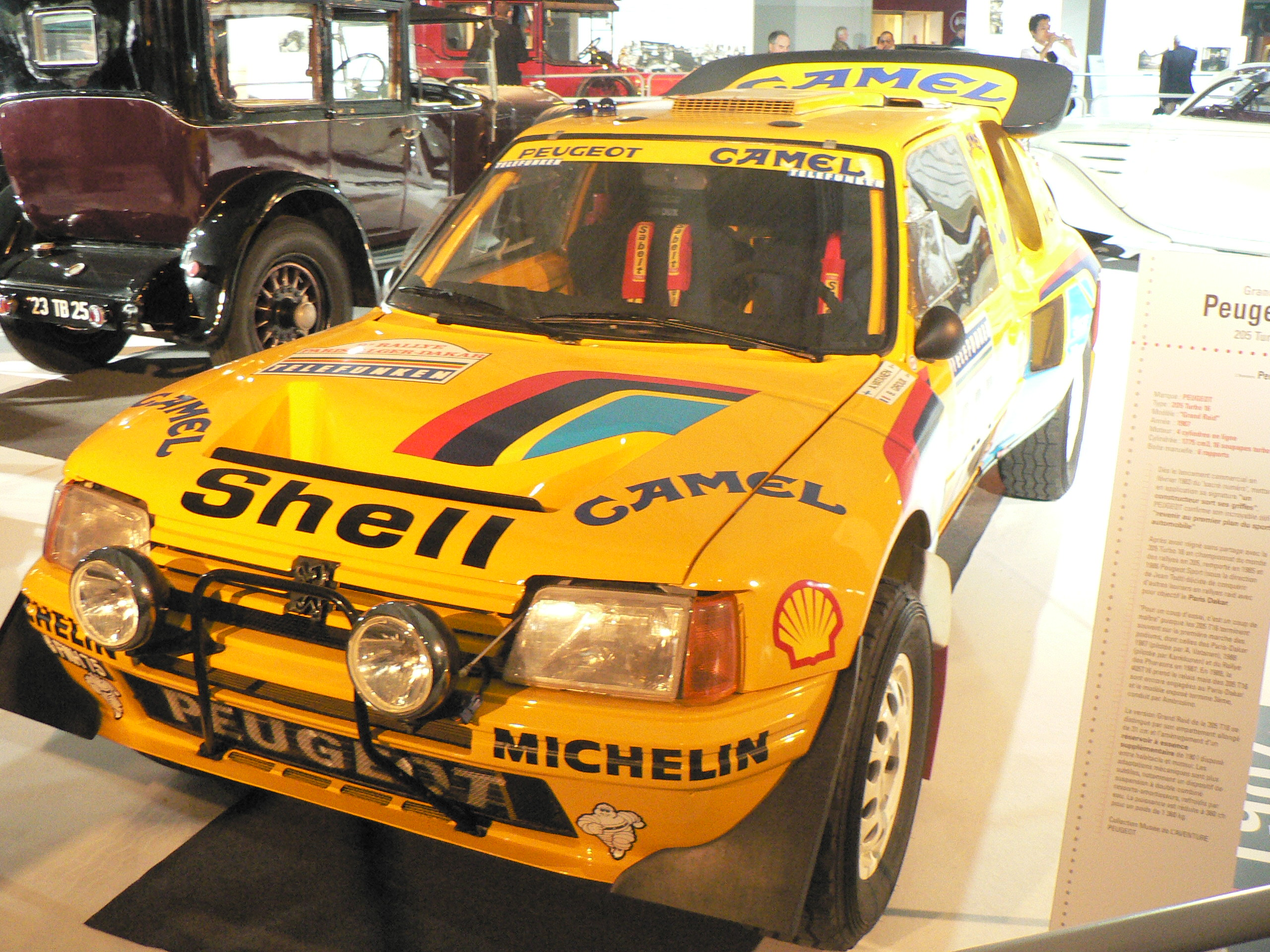
Modèle Grand Raid 1989, 3e au Paris-Dakar en 1989

Privée d'une catégorie de rallye acceptant la 205, Peugeot décide de s'orienter vers le rallye raid, et principalement le Paris Dakar. 
En 1987, la 205 T16 « Grand Raid » adaptée aux conditions difficiles des raids gagnera « facilement », aux mains d'Ari Vatanen, le Dakar et le rallye des Pharaons en Égypte, face, il est vrai, à une concurrence faible par rapport à celle des années de rallye.
L'édition suivante du Dakar sera aussi remportée par la 205 pilotée par Juha Kankkunen, celle pilotée par Alain Ambrosino termine 6e.
En 1989, elle est remplacée par la Peugeot 405 Turbo 16 mais deux 205 T16 sont encore engagées, dont celle pilotée par Guy Fréquelin qui finit la course en 4e position.

#### Pikes Peak

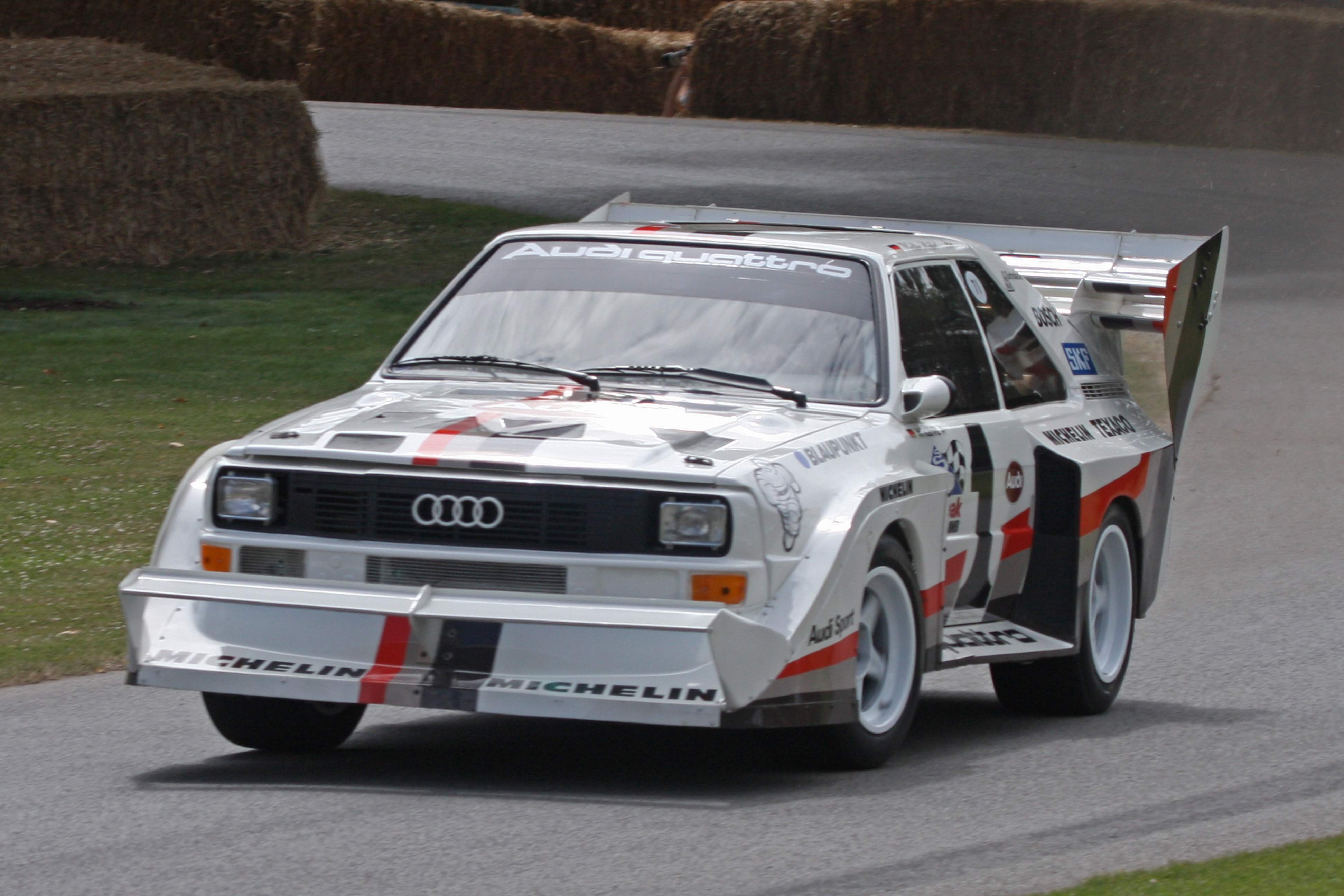
Audi Quattro Sport E2 Pikes Peak de 1987

Parallèlement au championnat du monde des rallyes, Audi engagea la première voiture en 1982, une quattro, confiée à John Buffum, d'Audi of America. Il s'impose deux fois, en 1982 et 1983, dans la division Open Rally. En 1984 c'est à Michèle Mouton qu'une quattro est confiée. Elle prend la tête de sa catégorie mais ne parvient pas à s'imposer au classement général, elle décroche la seconde place sur le podium. Les Américains lui prodiguent des encouragements et lui proposent de revenir l'année suivante. Elle s'attaque à nouveau au record de la piste en 1985. Aux essais, il lui est reproché d'avoir chauffé ses pneus avant de s'élancer, comme il est d'usage en rallye. Elle signe les meilleurs temps des essais. Le jour de la course, elle part en dernière position (meilleurs essais) dans sa Sport quattro et remporte la course, établissant un nouveau record avec 11 min 25 s 39, améliorant le temps précédent de 13 secondes. Michèle Mouton établit ainsi une triple performance : record de la piste, première victoire d'un non-américain dans cette compétition et première victoire d'une femme pilote. Pour 1986, Audi confie sa voiture à l'américain Bobby Unser, déjà huit fois vainqueur de cette épreuve et trois fois vainqueur des 500 miles d'Indianapolis. À bord de la Quattro Sport E2, il remporte la victoire ainsi que le record de la montée en 11 min 9 s 22, soit 16 secondes de moins que Michèle Mouton l'année précédente.
En 1987, après le succès du Dakar, Jean Todt s’intéresse à Pikes Peak. Trois 205 t16, considérées comme l’évolution 3 du modèle, sont engagées, avec à leur volant Ari Vatanen, Shekhar Mehta et Andrea Zanussi. La voiture développe  550 chevaux pour 850 kilos, avec des ailerons hypertrophiés. Mais ce sera Walter Röhrl qui gagnera l'épreuve en passant pour la première fois sous les 11 minutes, en 10 min 47 s 85. Vatanen finit deuxième, à 7 secondes de l'Audi, résultat qui selon lui est dû à la rupture d'un collier d'une Durit de suralimentation.
La 205 sera remplacée victorieusement les années suivantes par la 405 T16, qui, sous l'apparence du nouveau modèle Peugeot, conservait en grande partie la mécanique de la 205 et Vatanen remportera la course en 1988, améliorant le record de 6 dixièmes malgré un orage de grêle sur la deuxième partie du parcours.
Une Ford RS200 a été engagée en 2009 par le Mach 2 Racing, elle développait 1 150 ch grâce à l'apport de Protoxyde d'azote.

## Évolutions techniques

### Position du moteur
Le règlement permissif du Groupe B a permis à beaucoup d'écurie de placer le moteur en position centrale arrière, telle une Formule 1. Les règlements qui prirent la suite en 1987 n'ont plus jamais permis ceci.

### Usage du turbo
Au départ peu développée, la période du Groupe B a marqué la généralisation des turbo sur les voitures de compétition.

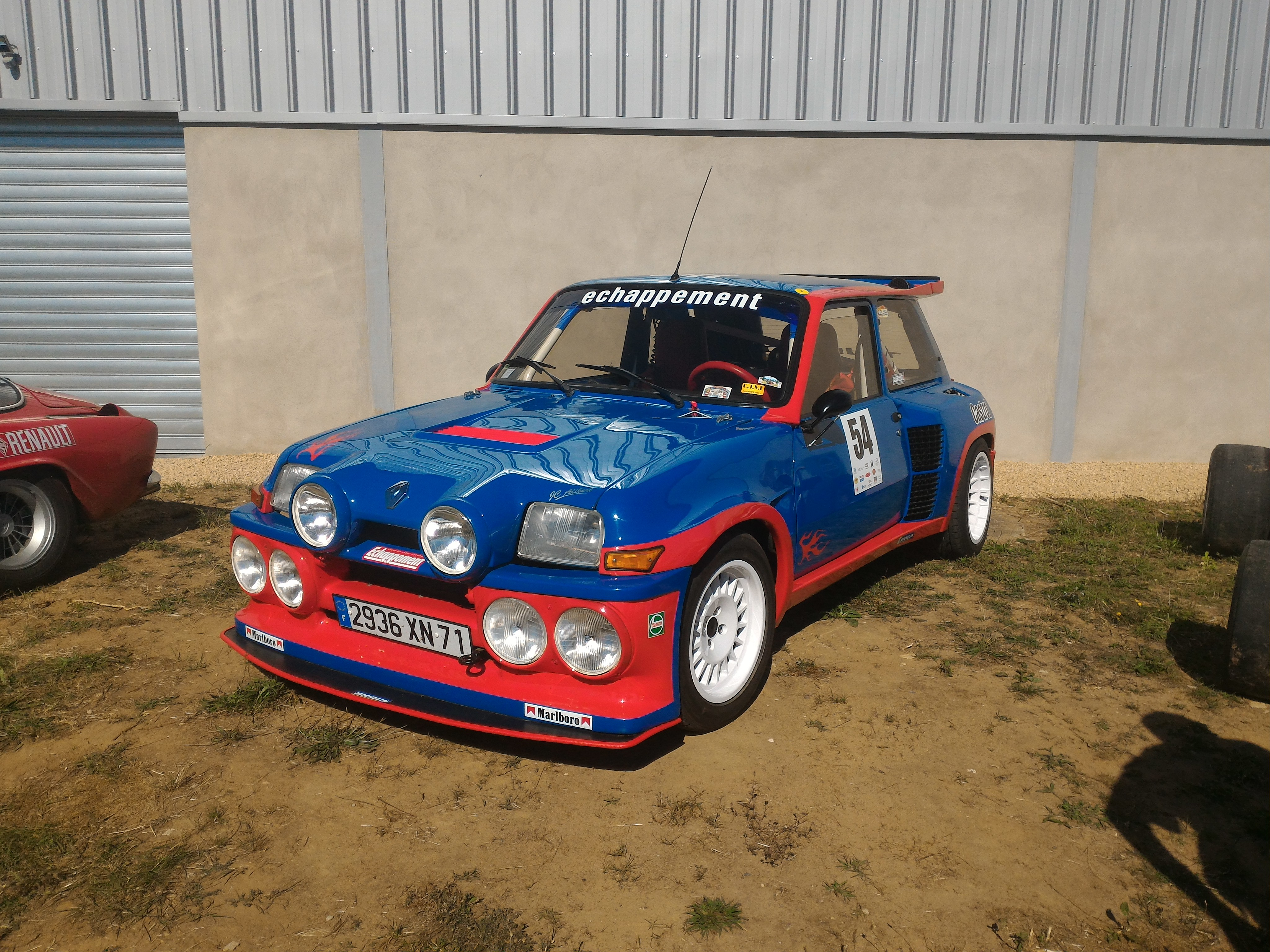
Renault 5 Turbo Maxi (1980)

Les premier à utiliser cette technologie dans une voiture de rallye sont Renault et leurs Renault 5 turbo qui était la première voiture de rallye à inclure un turbocompresseur. 

## Constructeurs

### Vainqueurs de rallye avec une voiture du Groupe B

#### Audi

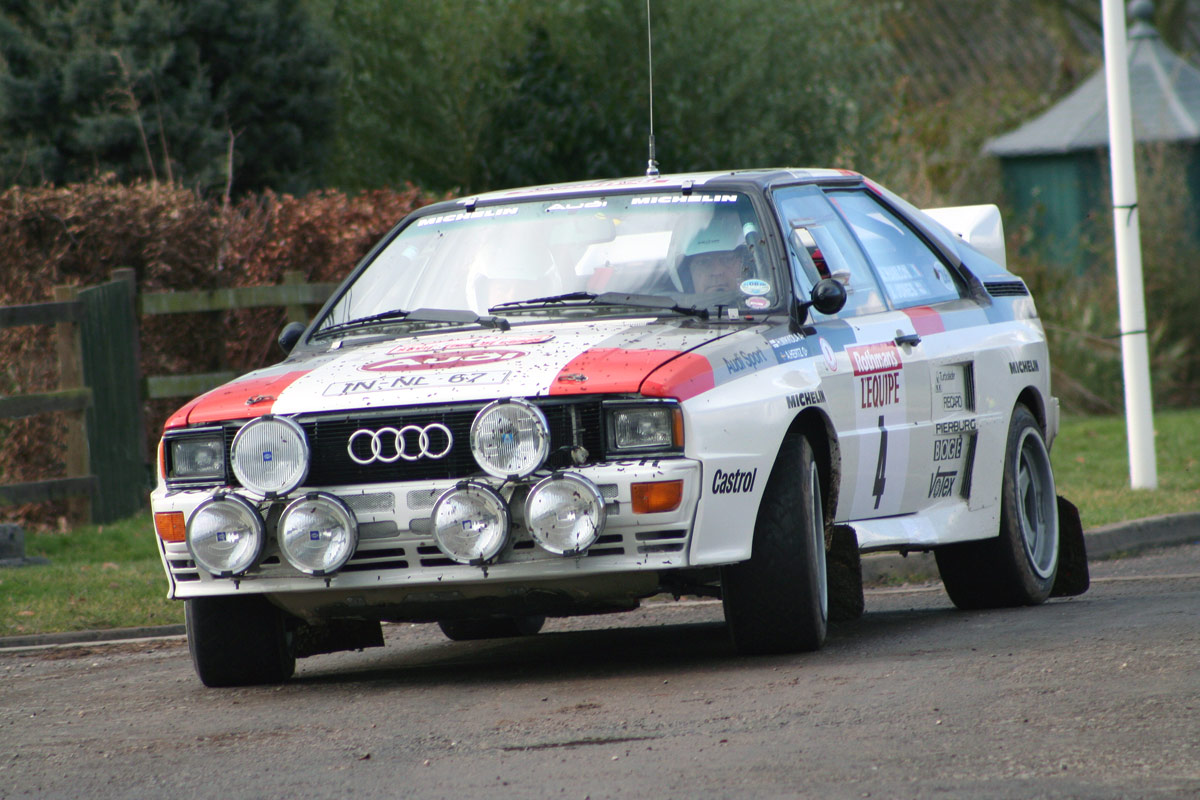
Audi Quattro A1.

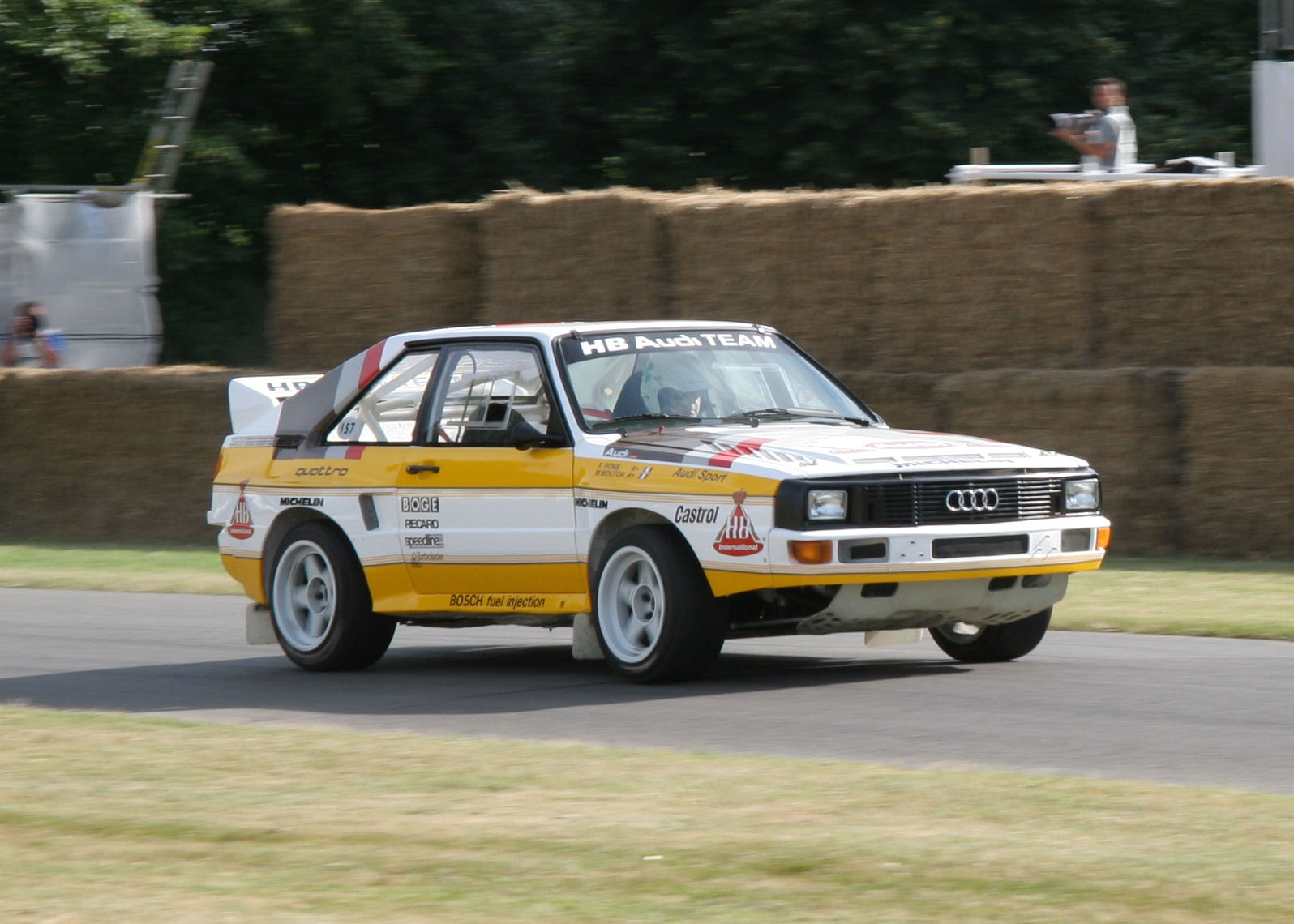
Audi Sport Quattro.

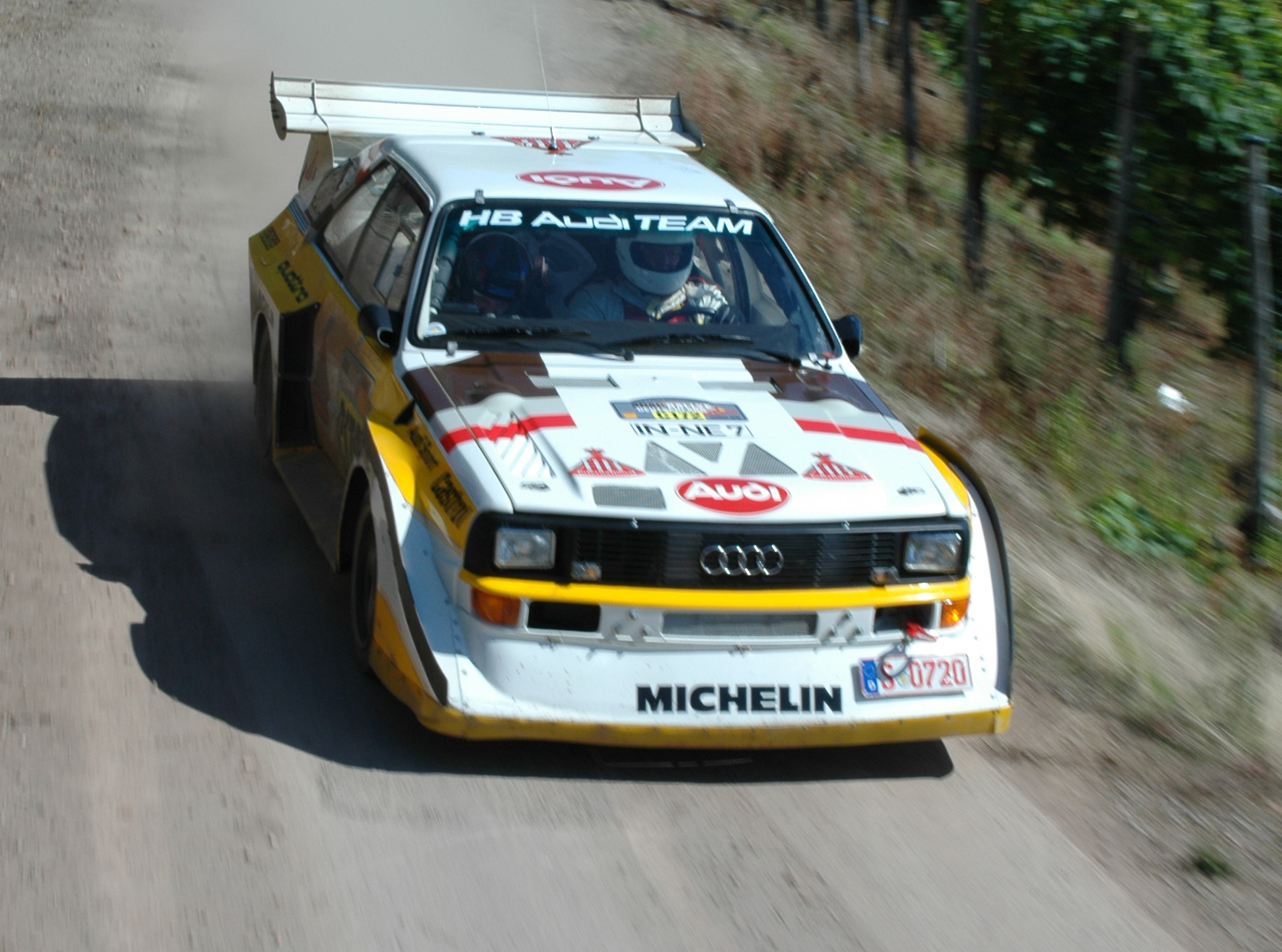
Audi Quattro Sport E2.

L'Audi Quattro est introduite pour la première fois en compétition en 1980 au Janner Rally d'Autriche. Largement basée sur la version de route (ce qui ne fut pas le cas des versions suivantes), elle disposait de 300 chevaux. En 1981, Michèle Mouton devient la première femme à gagner une manche du championnat du monde, et ce à bord d'une Quattro. Pour intégrer la catégorie Groupe B, la voiture connaît les évolutions A1 et A2 et son moteur développe 350 ch grâce à un moteur 5 cylindres turbo-compressé.
La Quattro A1 commence le championnat au rallye Monte Carlo 1983 et gagne cette même année le Rallye de Suède et le Rallye du Portugal grâce à Hannu Mikkola. Pilotée par Stig Blomqvist, Michèle Mouton, Hannu Mikkola et Walter Röhrl (qui rejoint l'équipe en 1984), les Quattro A1 et A2 gagnent au total 10 rallyes ; quatre en 1983 et 6 en 1984, avant que la Sport Quattro prenne la relève.
L'Audi Sport Quattro est le nom de la nouvelle voiture engagée en 1984 et de sa pendante de série, construite à 224 exemplaires pour un prix d’environ 100 000 euros. Le châssis est un alliage d'aluminium, et le moteur légèrement moins puissant (300 ch) que les années précédentes, afin d'intégrer la classe 3. La carrosserie est un mélange de fibres de carbone et de Kevlar, offrant des voies élargies et des roues également plus larges. Le but est d'apporter un meilleur maniement de la voiture, face à la concurrence, composée de voitures plus petites et développées spécifiquement pour le Groupe B.
L'Audi Quattro Sport E2 est introduite à la fin de l’année 1985 comme une amélioration de la Quattro Sport. Sa puissance est de 470 ch, grâce à un système de re-circulation de l'air dans le turbo, afin de réduire les temps de réponse à l'accélération en maintenant le régime moteur. La voiture est également équipée d'un important kit aérodynamique afin d'augmenter la déportance. La voiture pèse 1 090 kg et accélère de 0 à 100 km/h en 3,1 secondes, cependant son poids et son sous-virage (dû à la position du moteur) sont des handicaps face à la concurrence. Elle remporte le Rallye San Remo 1985, mais à la suite de l'accident du rallye du Portugal 1986, l'équipe se retire du championnat du monde.
La Quattro Sport S1 E2 reste la voiture de rallye la plus puissante jamais construite (700 ch en 1986).

#### Lancia

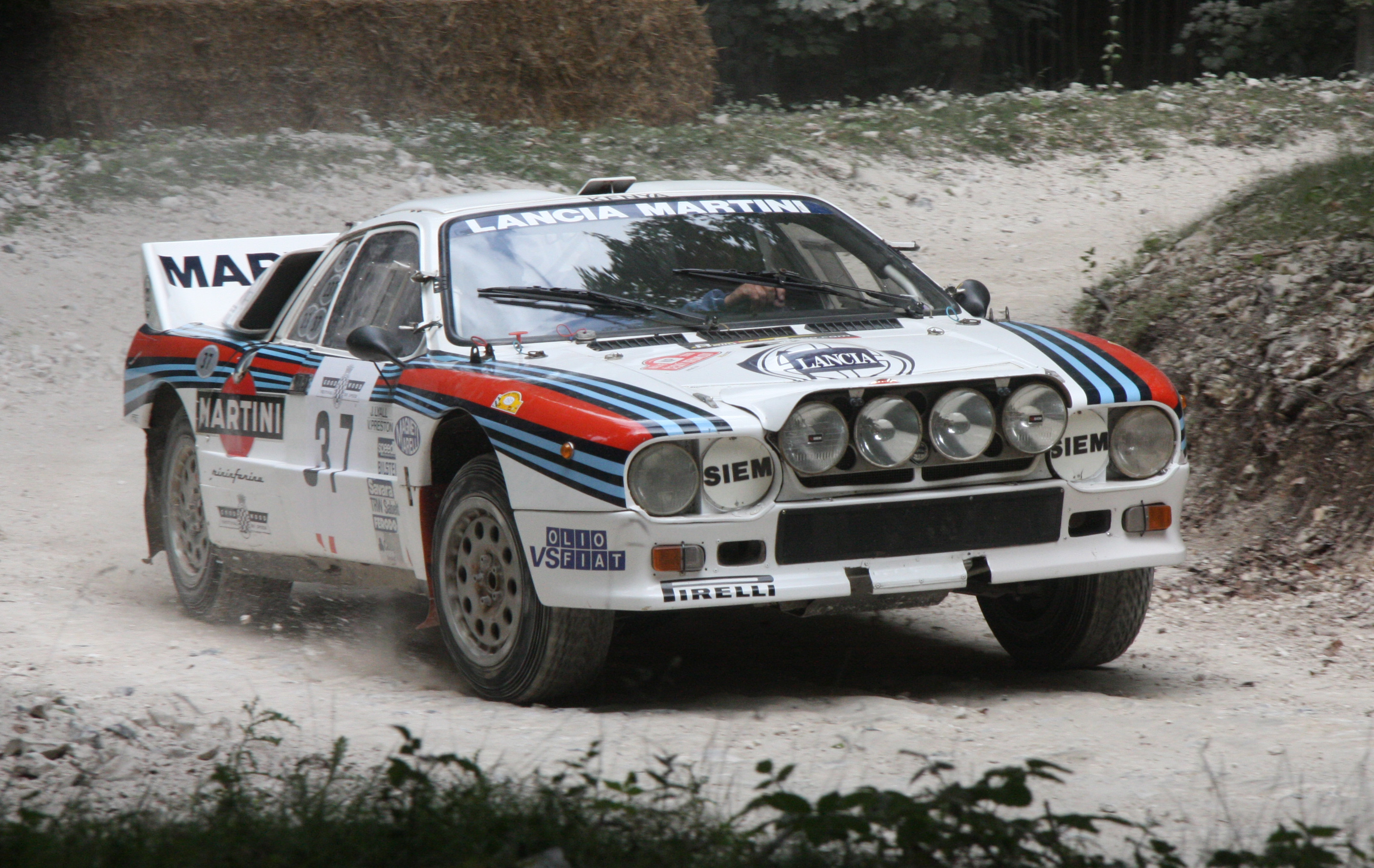
Lancia Rally 037

Lancia s'engage en groupe B avec la descendante directe des Montecarlo Gr5 championne du monde en 1979, 1980 et 1981, la Lancia 037, dévoilée en octobre 1981. Cesare Fiorio, patron de la Scuderia Lancia opte pour une voiture à deux places, légère, simple propulsion et s'oppose en cela à Audi qui, avec la quattro, privilégie la transmission intégrale et s'engage avec des voitures dérivées du modèle de grande série alors que la Lancia 037 est conçue d'emblée comme une voiture de compétition. Le moteur est un quatre cylindres à double arbre à cames dérivé de la Fiat 131 Abarth, installé en position longitudinale, suralimenté par un compresseur. Il développe 265 chevaux pour une cylindrée de 1 995 cm3 mais, après équivalence théorique puisque le moteur est suralimenté, correspond à un moteur de 2 793 cm3.
Les 037, confiées à Markku Alén et Attilio Bettega, débutent en championnat du monde en 1982 au Tour de Corse, cinquième épreuve du championnat du monde. À partir du RAC, ultime épreuve de la saison, les Lancia expriment tout leur potentiel face aux Audi quattro, Alén terminant quatrième du classement général et premier en groupe B (les quattro et Opel Ascona évoluent encore en groupe 4), Lancia se classant  neuvième du championnat du monde.
En 1983, Lancia remporte le Championnat du monde des rallyes avec deux points d'avance sur Audi. Il s'agit du dernier titre d'une deux roues motrices en championnat du monde des rallyes. En 1984, Lancia engage une évolution de la 037 dont la cylindrée est portée à 2 111 cm3 avec suralimentation. Des modifications sont apportées à la carrosserie pour répondre à la concurrence des Renault 5 Turbo, des nouvelles Audi quattro ou encore des Peugeot 205 Turbo 16 qui font leurs débuts en compétition. Lancia comprend que l'avenir est aux transmissions intégrales et Giorgio Pianta, responsable technique du département compétition, développe en prévision de la saison 1985, une version spéciale de la Lancia Trevi à quatre roues motrices. Si Alén et Biasion réalisent un doublé lors du Tour de Corse, les 037 sont dominées par les Audi quattro, par la Toyota Celica Turbo de Björn Waldegård et par la Peugeot 205 Turbo 16. Lancia cède son titre de champion du monde à Audi et s'inquiète de la menace Peugeot qui a inscrit 74 points en seulement cinq engagements.
En 1985, même si Cesare Fiorio fait accélérer le développement de la Lancia Delta S4 (S pour Suralimentée, 4 pour 4 roues motrices), présentée en décembre 1984, Lancia court la quasi-totalité du championnat avec une 037 qui ne supporte plus la comparaison face aux Audi Quattro Sport et aux Peugeot 205 Turbo 16 Evolution 2 engagées à partir du Tour de Corse, épreuve dramatique pour l'écurie italienne puisqu'Attilio Bettega y est victime d'un accident mortel. La 037 ne peut que grappiller quelques places d'honneur en cas de faux pas de ses adversaires et, en championnat, Lancia perd encore une place, terminant au troisième rang derrière Audi tandis que Peugeot marque 142 points, plus du double que Lancia.

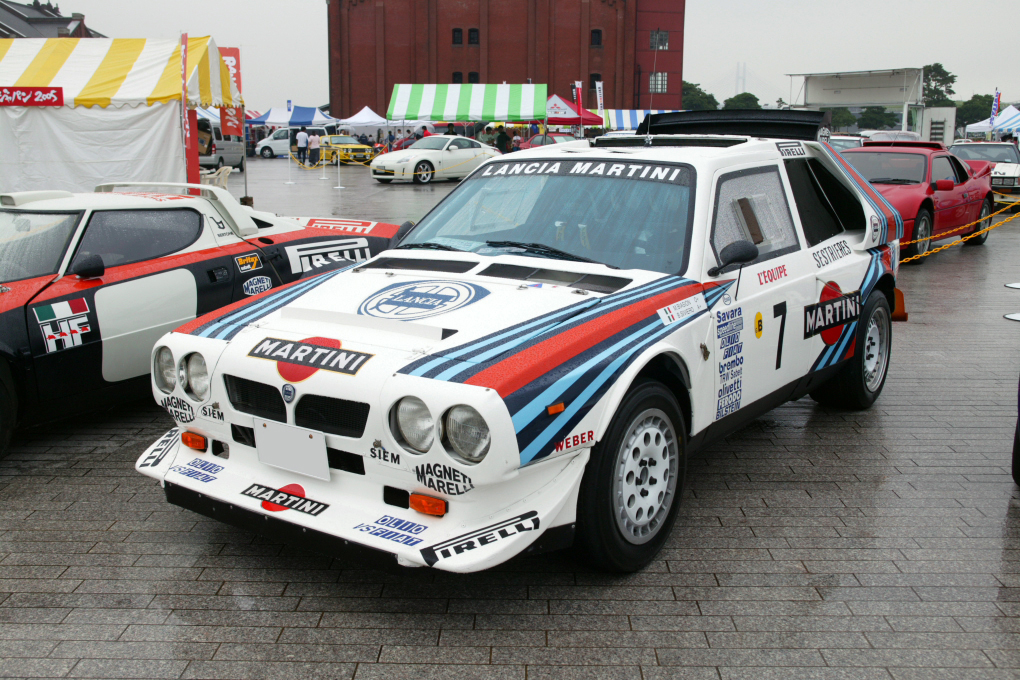
Lancia Delta S4, engagée en 1985 et 1986 (châssis 209)

Lorsque le projet de réalisation de la Delta S4 est lancé, Fiat n'a pas encore décidé que la voiture serait une Lancia. Son nom de code, Tipo 831, est en effet propre à Abarth et non Lancia. L'ingénieur Aurelio Lampredi et le directeur technique d'Abarth, Claudio Lombardi, s'inspirent de la Peugeot 205 Turbo 16 avec son moteur central-avant longitudinal et une carrosserie proche du modèle de série. Quatre roues motrices sont chargées de transmettre la puissance. La Delta S4 nécessite un gros investissement financier car la majorité de ses éléments sont inédits. À sa présentation en décembre 1984, la S4 développe 400 chevaux grâce à un quatre-cylindres de 1 759 cm3 mais pour son homologation un an plus tard, elle atteint 450 chevaux.
Dès son premier engagement en novembre 1985, elle remporte le RAC avec Henri Toivonen, Markku Alén prenant la deuxième place. Un mois plus tard, au Monte-Carlo, épreuve inaugurale du championnat 1986, Toivonen s'impose. L'écurie connaît le pire au Tour de Corse quand l'équipage Toivonen-Cresto trouve la mort après avoir perdu le contrôle de sa S4 à pleine vitesse : Lancia se retire de l'épreuve et la FIA décide de supprimer le Groupe B à l'issue de la saison, jugeant à raison que ces voitures sont désormais trop puissantes et rapides pour être utilisées sur des routes ordinaires. La S4 enregistre encore quelques bons résultats (Alén second en Nouvelle-Zélande, en Argentine où Miki Biasion gagne, et au RAC puis troisième aux 1 000 lacs) mais, comme les GrB sont condamnées, la Squadra Corse HF Lancia met fin à son développement.
La fin de saison est controversée à la suite de la disqualification des Peugeot 205 au San Remo par les commissaires sportifs italiens pour utilisation de jupes jugées non conformes. Peugeot dénonce une décision en faveur de Lancia et se trouve conforté lors du Rallye de Grande-Bretagne où la voiture est déclarée conforme alors qu'elle dispose des mêmes jupes. La FISA annule alors les résultats du San Remo et Peugeot décroche finalement un nouveau titre de champion des constructeurs avec 15 points d'avance sur Lancia. À la suite de la décision de la FIA, Markku Alén cède le titre pilote au pilote Peugeot Juha Kankkunen. Sur le plan commercial, la décision de la FIA de supprimer le Groupe B aide Lancia à écouler les cent quarante exemplaires de la S4 Stradale invendus qui prennent alors le statut d'objet de collection.

#### Peugeot

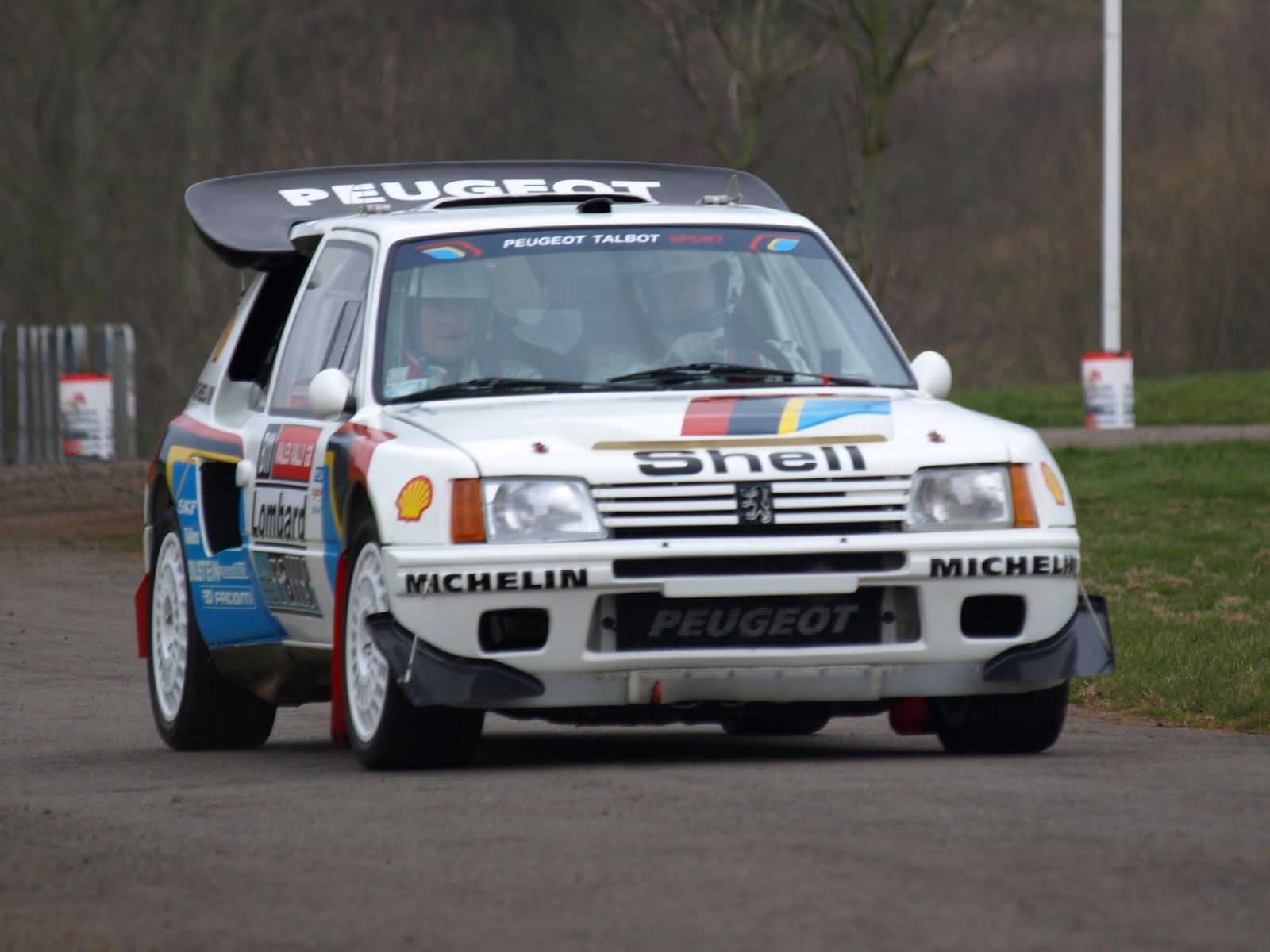
Peugeot 205 Turbo 16

L'écurie Peugeot Sport est officiellement formée fin 1981 sous le nom de Peugeot Talbot Sport. Sa direction est assurée par Jean Todt, ancien copilote de Guy Fréquelin chez Talbot. Afin de préparer ce projet, de nombreux prototypes sont essayés sur des bases de véhicule existant dans le groupe PSA. Ces projets plus ou moins aboutis (305 à moteur central, Horizon à moteur turbo, etc.) définissent les grandes lignes de la future voiture. La 205 est choisie pour promouvoir le lancement des versions sportives, les GTI, et doit prendre les routes du mondial pour 1984.
Après une première apparition publique en 1983, la 205 T16 (pour Turbo 16 soupapes) et ses 200 exemplaires de série sont homologuées en mars 1984.
Elle participe, en 1984, à sa première course en championnat du monde, le Tour de Corse. Mais Ari Vatanen, vainqueur de 7 spéciales, sort de la route et abandonne. Le second pilote, Jean-Pierre Nicolas termine 4e. Peu après, au rallye de Finlande, Ari Vatanen décroche la première victoire de la 205 Turbo 16, exploit qu'il réitère en Italie et en Angleterre.
Pour la saison 1985, Jean-Pierre Nicolas intègre la tête du département promotion alors que Timo Salonen et Bruno Saby rejoignent l'équipe. Fort de ses victoires de 1984, Ari Vatanen sera en 1985 un prétendant au titre. Ari poursuit par deux victoires à Monte-Carlo, avec 5 minutes d'avance, et en Suède. Mais la suite sera plus chaotique pour Vatanen qui, dominé au championnat par son nouveau coéquipier Timo Salonen, est victime d'un très grave accident lors du rallye d'Argentine, mettant un terme à sa saison. Timo Cumule les victoires : au Portugal, en Grèce, en Nouvelle-Zélande, en Argentine, et en Finlande. Il est sacré champion du monde. Peugeot remportant aussi le titre constructeurs. L’évolution 2 apparaît au Tour de Corse, et sera menée à la victoire en Finlande. Elle permet à la 205 de gagner en puissance (jusqu’à 650 ch en 1986), perdre en poids, gagner en rigidité et en tenue de route, avec l'ajout d’appendices aérodynamiques sur le capot avant et d'un volumineux aileron arrière. Quelques 205T16 Evo.1 sont confiées à des pilotes disputant des championnats nationaux : Andrea Zanussi pour l'Italie, Michèle Mouton (qui sera championne d'Allemagne en 1986) et Kalle Grundell pour l'Allemagne, Antonio Zanini pour l'Espagne et Mikael Sundstorm pour l'Angleterre.
La saison 1986 débute avec une deuxième place de Salonen au Monte-Carlo et sera suivie par une victoire de son nouveau coéquipier Juha Kankkunen en Suède. Les victoires vont ensuite s’enchaîner : Saby au Tour de Corse, Kankkunen en Grèce et en Nouvelle-Zélande et Salonen en Finlande et au RAC. Au San Remo, Peugeot se voit exclu et même avec la victoire de Salonen au RAC, perd les championnats. C'est finalement le 11 décembre, après annulation des résultats contestés du San-Remo, que Peugeot et Kankkunen sont déclarés champions du Monde.
Il faut noter que la 205 Turbo 16 n'est pas la seule voiture homologuée en Groupe B. En effet en 1983, le Peugeot 504 Pick-up est passé du groupe 4 au groupe B pour les besoins des pilotes africains de Peugeot.

#### Renault

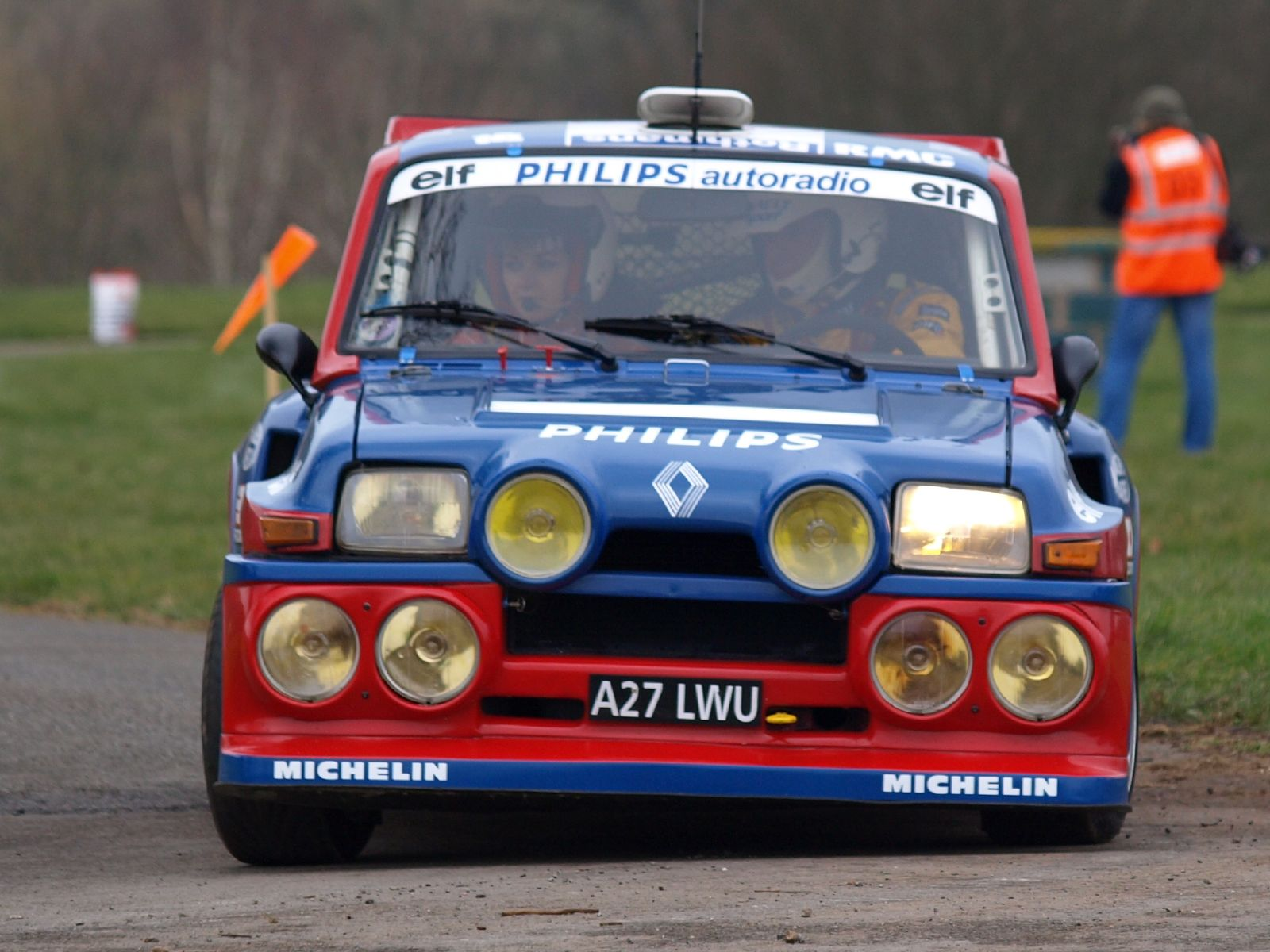
Renault 5 Maxi Turbo

L'idée de départ est d'engager une voiture de rallye 100 % Renault en groupe B, mais en gardant à l'esprit lors de sa conception la commercialisation future des véhicules de route  nécessaires à homologation. La Renault 5 est choisie en 1978 mais subit un gros changement : le moteur est déplacé à l'arrière afin de mieux faire passer la puissance au sol. Le moteur est un quatre-cylindres turbo-compressé à 1 397 cm3 de cylindrée, en relation avec les 925 kg de la voiture. Le premier prototype de la Renault 5 turbo roule en mars 1978, est engagé dans sa première compétition en 1979 au Tour d’Italie et fait sa première présentation officielle au Paul-Ricard. Jean Ragnotti pilote la R5 turbo en groupe 4 dès 1980 et gagne le Rallye Monte Carlo 1981 et le Tour de corse 1982. Parallèlement, Renault est très impliqué dans la production en série, avec la Renault 5 Turbo et Turbo 2 et Le kit Cévennes.
Après le test d'un prototype au rallye des 1 000 pistes 1982, la Renault 5 Turbo Type « Tour de Corse » est homologuée en groupe B en janvier 1983. Elle diffère de la groupe 4 par le changement de la largeur des voies, des arceaux, des jantes et des freins. Après une saison 1983 décevante, Michelin développe de nouveaux pneumatiques qui permettront à la R5 turbo et Jean Ragnotti de remporter le championnat de France en 1984.
L'année suivante la Maxi 5 Turbo est développée. L'ambition est de réaliser la deux roues motrices la plus rapide sur l'asphalte, la seule surface ou les deux roues motrices et les quatre roues motrices font jeu égal. Pour ce nouveau modèle, une injection semi-électronique et un système DPV qui réduit le temps de réponse du turbo sont ajoutés. La cylindrée passe de 1 397 à 1 527 cm3, les voies sont élargies, la taille des pneus est  augmentée à 16 pouces et carrosserie est modifiée. Sa première course est le critérium de la Touraine 1985 en championnat de France des rallyes. En championnat du monde, la maxi turbo ressort vainqueur du Tour de Corse de la même année. Mais face à la concurrence devenue trop importante, Renault Sport se tourne vers les circuits en 1986, notamment en championnat de France SuperProduction.

#### Toyota

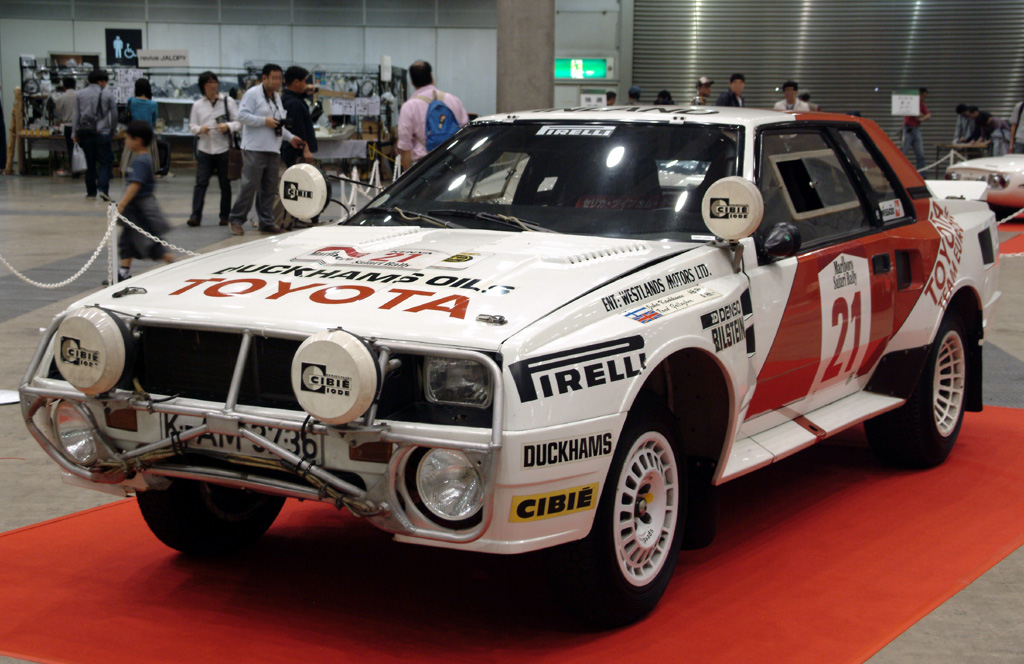
La Toyota Celica Twin Cam Turbo de Juha Kankkunen du Rallye Safari 1985

Toyota décide d'engager la Celica Twin-Cam Turbo (it) en vue d'une meilleure visibilité dans l’hémisphère sud avec l'aide du nouveau directeur sportif de Toyota Team Europe, Ove Andersson. Le coupé Celica GT re-stylé est homologué en mars 1983, mais ne possède aucune pièce de compétition, Toyota voulant réserver celles-ci aux modèles Evolution.
La Celica court pour la première fois au rallye des 1 000 pistes de la même année en catégorie expérimentale, et finit seconde de la catégorie, malgré la surchauffe du turbo situé trop près du capot. La Celica Twin-Cam Turbo est une propulsion et développe 320 ch (380 ch en 1986) pour 1 020 kg. Les voitures sont ensuite engagées au Rallye de Finlande avec Björn Waldegård et Juha Kankkunen. Ils finiront respectivement douzième et sixième. C'est au rallye suivant, le Côte d'Ivoire 1983, que la Celica va obtenir sa première victoire des mains de Waldegård, Per Eklund finissant troisième.
La victoire sur les pistes africaines se répétera au Rallye Safari 1984, toujours avec Waldegård. La fin de saison sera marquée par un podium et des cinquièmes places aux rallyes nord-européens. En 1985, Toyota réalise le doublé au Rallye Safari, avec Kankkunen devançant Waldegård, exploit qui est renouvelé peu après au rallye de Côte d'Ivoire. En 1986, la Celica atteint 385 ch et Lars-Erik Torph remplace Kankkunen. Cette saison marquera encore la domination de Toyota sur les épreuves africaines, avec une doublé au Côte d'Ivoire et un quarté au Safari Rally. Après des places proches du podium au Rallye Olympus, Toyota s'engage au championnat du Moyen-Orient 1987 et 1988, où les Groupe B ne sont pas interdites. Bien qu'étant une propulsion, la Celica domina les rallyes africains grâce à sa robustesse et sa fiabilité.

### Autres constructeurs

#### Austin Rover

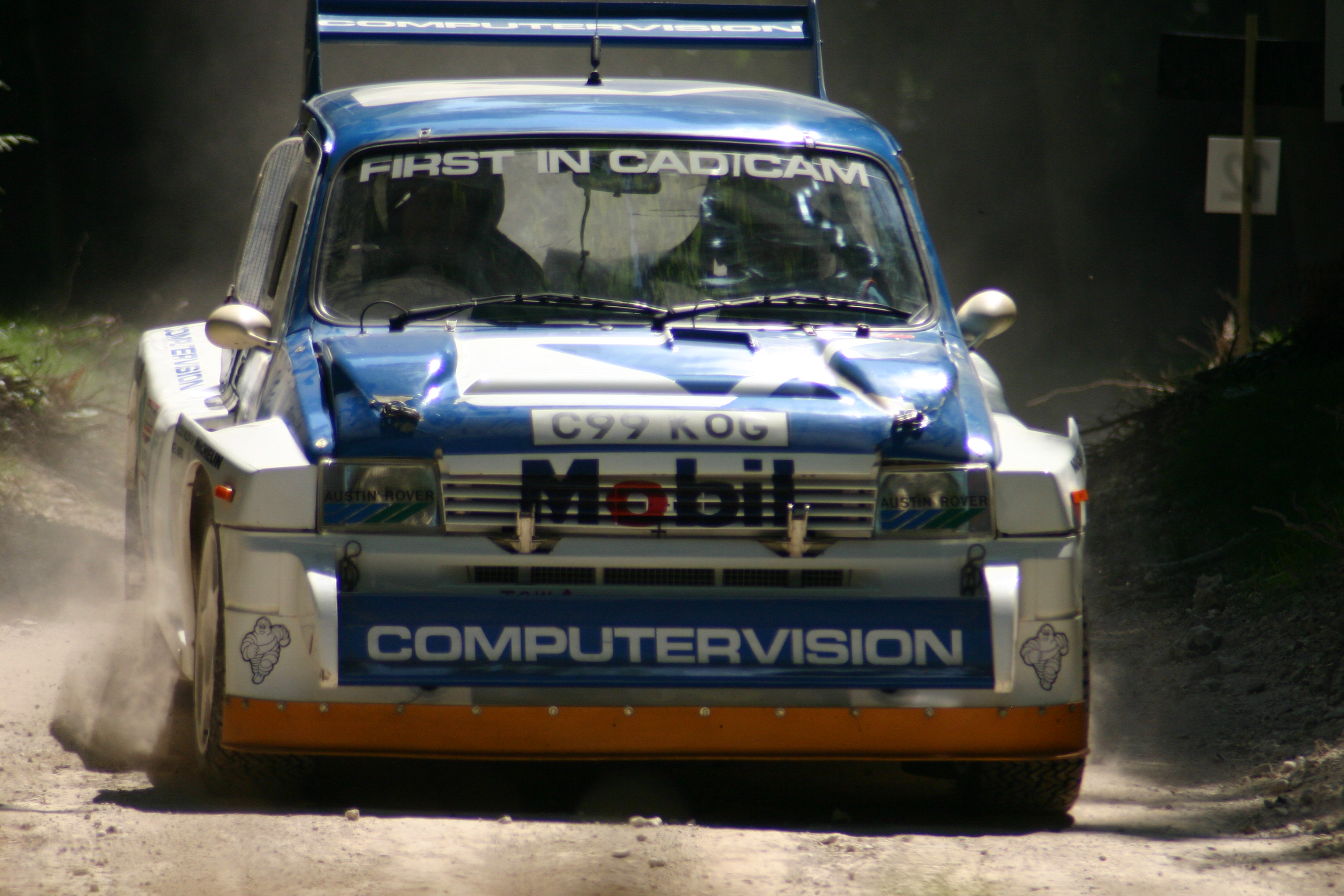
MG Metro 6R4

En novembre 1980, la British Leyland retire des rallyes la Triumph TR7 V8. À la recherche d'un nouveau souffle pour leurs marques Austin Rover et MG, les dirigeants de la British Leyland confient en 1983 au département Motorsport, dirigé par le pilote John Davenport et son partenaire d'alors, Patrick Head ingénieur chez Williams, le développement de la Mini-Metro en version de compétition.
Mais au cours du développement la Metro 6R4 (pour 6 cylinder Rally 4 wheel drive" : 6 cylindres de  rallye à 4 roues motrices) pose de nombreux problèmes dus à sa taille. Les roues sont donc déplacées à l'extérieur de la coque, le moteur est placé à l'arrière, légèrement décalé vers le siège du pilote pour loger la transmission derrière le siège du copilote. Le problème le plus contraignant à résoudre est le refroidissement et l'emplacement des radiateurs.
Les premiers tests en compétition se déroulent au championnat anglais de 1984  et au Monte Carlo 1985 et révéleront des problèmes de freinage. Ceux-ci résolus, la direction de British Leyland lance la production de 205 exemplaires nécessaires à l'homologation. Ceux-ci, baptisés  sont vendus sous la forme de modèles compétition-client, prêts à courir en rallye pour préserver les appendices aérodynamiques de la version Évolution. Ils sont équipés d'un V6 de 250 ch, soit 160 de moins que leur homologue Evolution.
L'homologation obtenue en novembre 1985, La voiture participe à sa première manche en championnat du monde au rallye de Grande-Bretagne 1985. Tony Pond finit troisième, soit le meilleur résultat de la 6R4 en mondial. La saison 1986 constitue le véritable lancement d'Austin-Rover en championnat du monde. Cependant, aucune voiture ne terminera de course durant les cinq premiers rallyes. Après une absence sur trois rallyes, C'est qu'au rallye de Finlande que les trois voitures engagées finiront la course aux 7e, 8e et 10e places. Après une quatrième place au rallye de San Remo dont les résultats seront annulés, Les six voitures engagées par Rover au rallye de Grande-Bretagne finiront aux 6e, 7e, 8e et 10e places. Pendant cette même année Didier Auriol, ayant couru pour Austin Rover au Tour de Corse, remporte le championnat de France des rallyes 1986 au volant d'une 6R4.

#### BMW
En 1983, Bernard Béguin dispute le championnat de France des rallyes avec la M1 groupe B, préparée par Oreca et sponsorisée par Motul. Équipée d'un moteur 6 cylindres de 3,5l de cylindrée développant 430ch, la voiture pèse 1 150 kg. Avantagée par sa puissance, la M1 domine cette année-là le Tour auto, mais une erreur de pointage prive l'équipage Béguin/Lenne d'une victoire certaine.
En championnat du monde, la participation de BMW en groupe B se résume à une seule manche, le Tour de Corse 1983, que Béguin ne finira pas à cause d'un problème moteur.

#### Citroën
Avant d'engager des voitures en championnat du monde, Citroën testa de nombreux prototypes de Visa au rallye des 1 000 pistes, dans la catégorie expérimentale. le programme d'essais commence en 1981 avec deux Visa à moteur central arrière et propulsion. En 1982 apparaît quatre prototypes dont la médiatique Visa-Lotus, techniquement très proche de la Lotus Esprit Turbo qui ne prendra pas le départ à cause d'un manque de mise au point. Les autres prototypes se partageaient les spécificités : transmission intégrale ou traction, moteur à l'avant ou à l'arrière. En 1983, au milieu de quatre prototypes de Visa à quatre roues motrices, le premier prototype de BX apparaît : la BX Politecnic. Seule la Visa de Philipe Wambergue termine la course et remporte la catégorie expérimentale. En hommage à cette victoire, Citroën appellera la nouvelle Visa produite en groupe B « Milles pistes ».
En championnat du monde, le trophée Citroën est lancé en 1981 avec des prototypes de Visa engagées en groupe 5. Mais du fait de l’annulation de cette catégorie en 1982, les Visa Trophée sont transférés en groupe B, et 200 Visa en version de série seront produites (Visa Chrono II). Le trophée Visa sera reconduit en 1983. En avril 1984, la nouvelle Citroën visa Mille pistes, qui se différencie de la Trophée par sa transmission intégrale, est homologuée en groupe B. Elle se montre particulièrement à l'aise sur les rallyes terres et neige. Au rallye Monte-Carlo 1985, Jean-Claude Andruet, aidé par une épreuve très enneigée, termine à la huitième place, Le meilleur résultat de la Mille pistes en championnat du monde. Du fait de ses faibles performances, la Visa ne fut pas interdite de compétition après 1986.
Avec comme objectif le Championnat du monde 1985, Le développement de la nouvelle groupe B se déroule sous le contrôle des services commerciaux de Citroën. C'est la BX qui, dès 1983, est choisie. Le cahier des charges se révèle contraignant au vu des ambitions : il faut garder l'architecture de la BX et prendre un maximum de pièces de série. Les voitures sont construites par le service compétition Citroën et les coques par Heuliez. les premiers test se dérouleront sur circuit  en décembre 1985 mais révèlent de gros handicaps : poids élevé, manque de puissance et suspensions hydrauliques augmentant le sous-virage. Après deux abandons pour casse et sortie de route au Monte-Carlo 1986, C'est en Suède que la BX obtiendra sa meilleure place, sixième, grâce à Jean-Claude Andruet. À leur dernière participation au rallye de l'acropole, les trois BX abandonnent. Citroën se désengagera du championnat à la suite des drames du Portugal et du tour de corse pour améliorer ses voitures. Sur les 200 versions routières « clients », seuls 86 exemplaires (aussi réalisés par Heuliez) trouvèrent preneurs, les invendues furent détruits par Citroën.

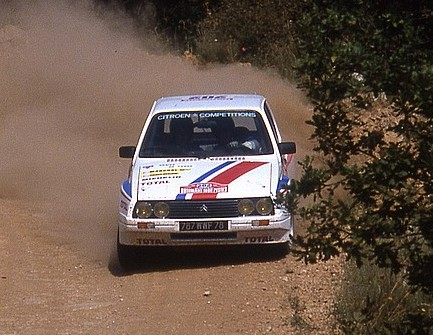
Philipe Wambergue remporte le Rallye des 1 000 Pistes 1983 avec La Visa Mathiot (la première Visa 4x4 à moteur avant)
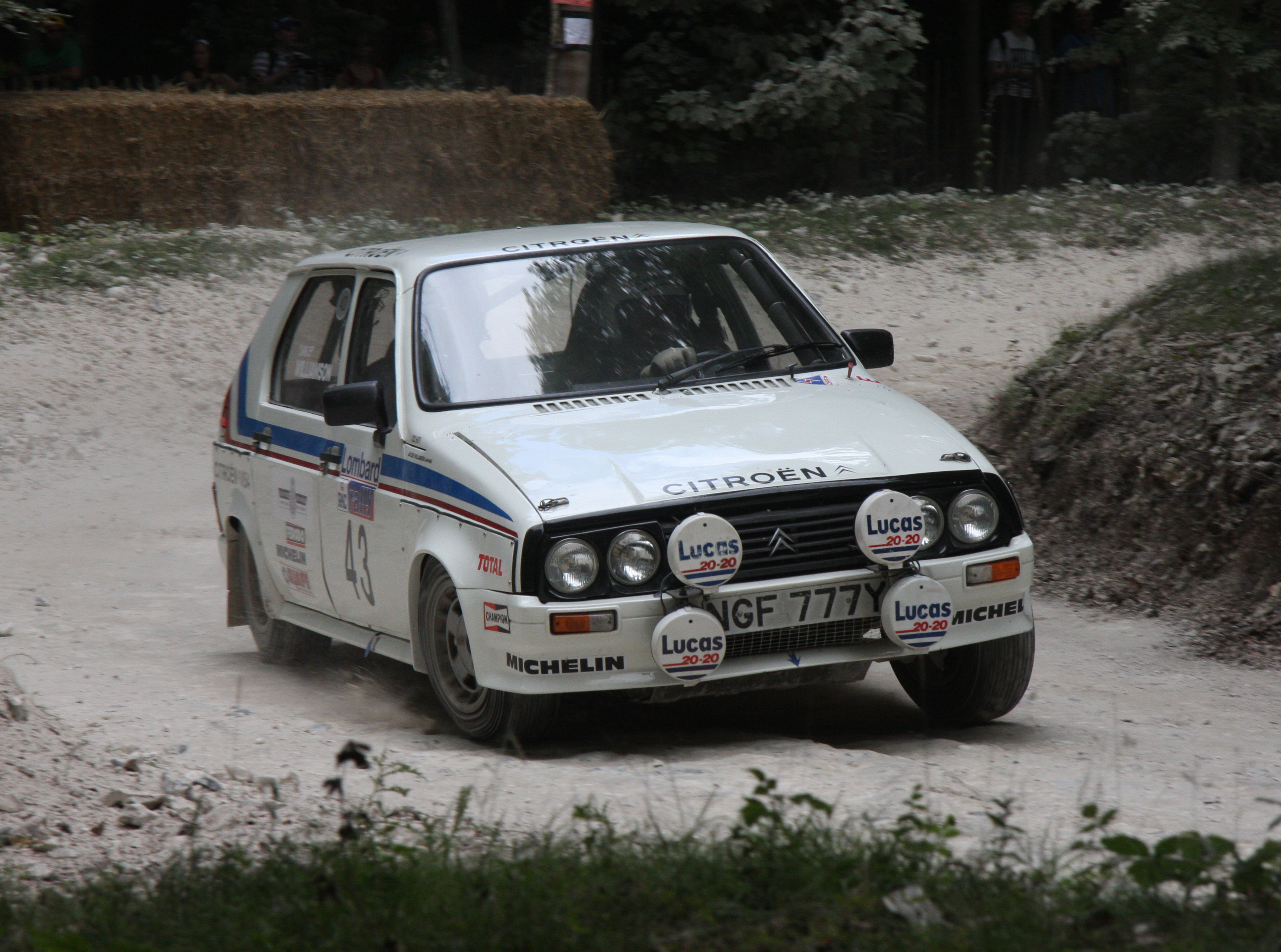
Citroën Visa Trophée
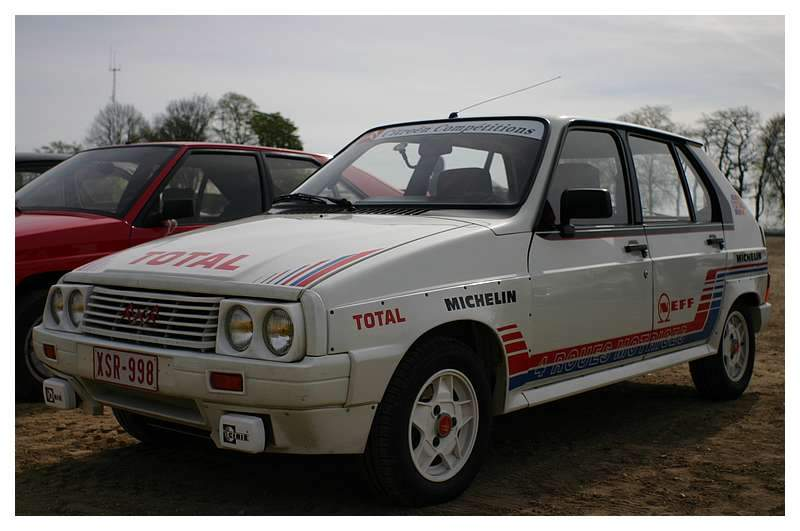
Citroën Visa 1000 Pistes ici en version de série
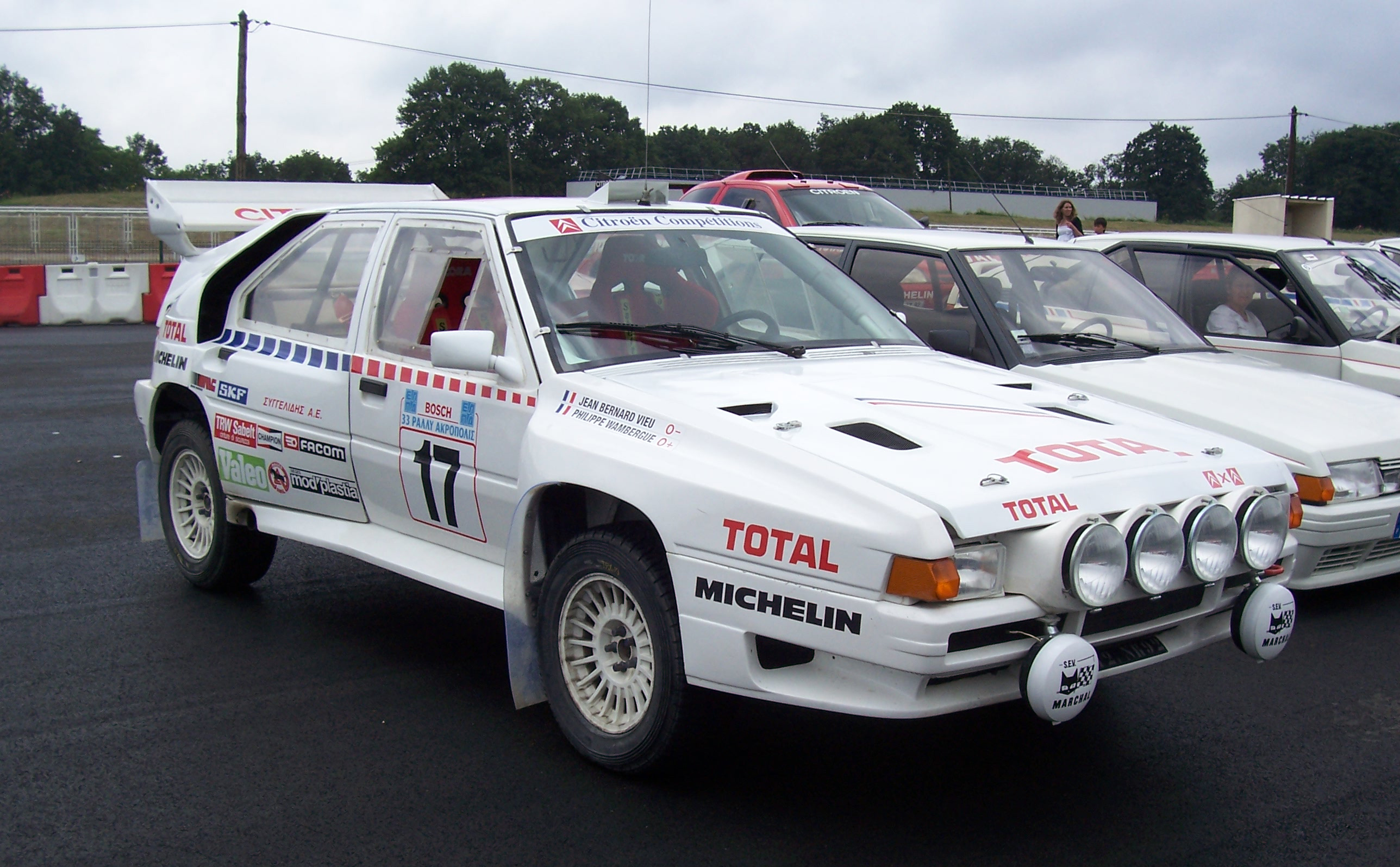
Citroën BX 4TC

#### Daihatsu
Deux voitures seront construites avec l'homologation Groupe B : la Daihatsu Charade 926 Turbo et la Daihatsu Charade DeTomaso 926R. La première était plus un concept précurseur de la deuxième. C'est en effet en 1985 que Daihatsu présente la Charade DeTomaso 926R au Tokyo Motor Show dans l'intention de l'engager en 1986. Ressemblant techniquement à la Renault 5 turbo, elle développait 118 chevaux pour 800 kg. Mais la série d'accident et la suppression du Groupe B fait que Daihatsu arrête la production de la voiture.

#### Ferrari

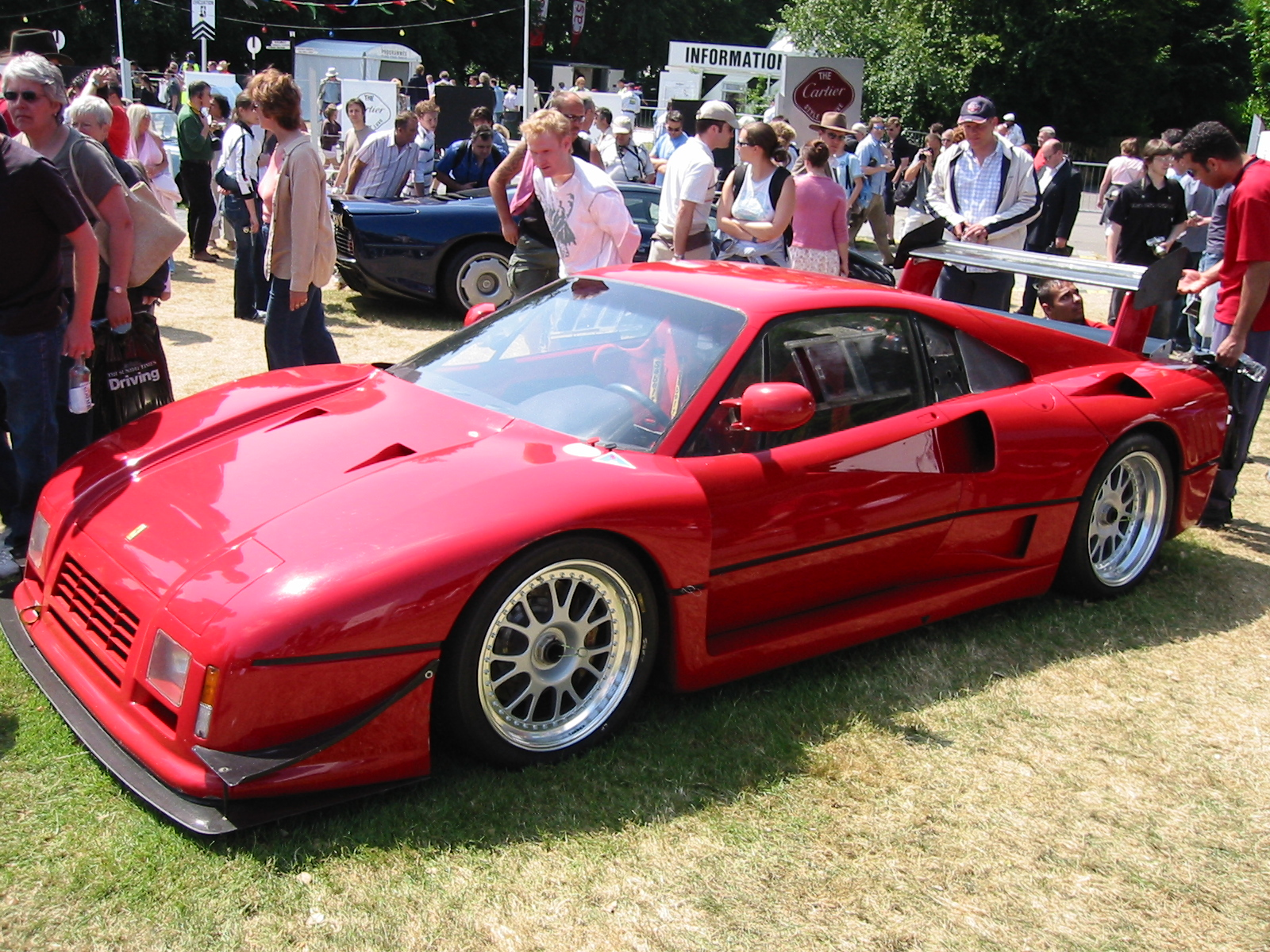
Ferrari 288 GTO Evoluzione

Bien que Ferrari n'a jamais engagée officiellement de voiture en groupe B, elle montre un fort intérêt pour la catégorie. En 1982, la 308 GTB groupe 4 remporte de nombreuses courses en championnat de France grâce à Jean Claude Andruet et en championnat d'Italie avec Tonino Tognana. En championnat du Monde, le meilleur résultat est obtenu par Andruet qui finit second du Tour de Corse.
C'est en 1983 que Michelotto, le préparateur des Ferrari de Tognana, modifie la 308 pour la faire courir en groupe B dans des épreuves comme le Tour de France ou la Targa Florio. Alors que le moteur de la version de série était un 2-soupapes développant 288 ch, les modèles de compétition développent 310 ch à 8 000 tr/min avec un moteur 4-soupapes mais pèsent 30 kg de plus. En 1983 Björn Waldegård et Federico Ormezzano participeront au rallye San Remo mais abandonneront pour problèmes mécaniques.
Dans l’intention de l'engager en groupe B, Micheletto développe la 308 GT Evoluzione en trois exemplaires dont un qui participe au rallye de Monza 1984. Le projet sera finalement abandonné.
En 1984, Ferrari présente la 288 GTO. Produite à 278 exemplaires dans le but de courir en rallye, elle est équipée d'un V8 longitudinal à trente-deux soupapes de 2 855 cm3 suralimenté par deux turbocompresseurs IHI avec injection Weber-Marelli développant 400 ch à 7 000 tr/min. La cylindrée avait été déterminée pour passer l'homologation (maximum de 4 000 cm3 dans la plus haute classe). En 1985 le prototype nommé 288 GTO Evoluzione est développé. Mais coupé dans son élan (disparition du groupe B), Ferrari n'en sortira que cinq exemplaires. La préparation était pourtant intéressante, en effet elle possédait 650 ch pour un poids d'à peine 940 kg ce qui lui permettait d'atteindre 370 km/h et d'abattre le 0 à 100 km/h en 4 secondes. Elle ne connut jamais aucune forme de compétitions mais elle servira par la suite de base au développement de la future supercar de Ferrari, la fameuse F40.

#### Ford
À la suite des bons résultats de la version rallye de la Ford Escort MkII, et pour l'arrivée de la Ford Escort MkIII sur le marché en 1980, Ford Motorsport travailla sur une version de la Ford Escort RS 1700T, équipée de deux roues motrices à l'arrière et d'un turbocompresseur, dans le but de la faire courir dans la catégorie Groupe B. Le développement du véhicule connut une série de problèmes, qui entraina l'abandon du programme en 1983. Voulant disposer tout de même d'une voiture capable de participer au championnat du monde des rallyes, Ford décida de créer une voiture depuis une feuille blanche, conçue spécifiquement pour la compétition. Ce véhicule devait disposer de quatre roues motrices, technologie récemment nécessaire en rallye.

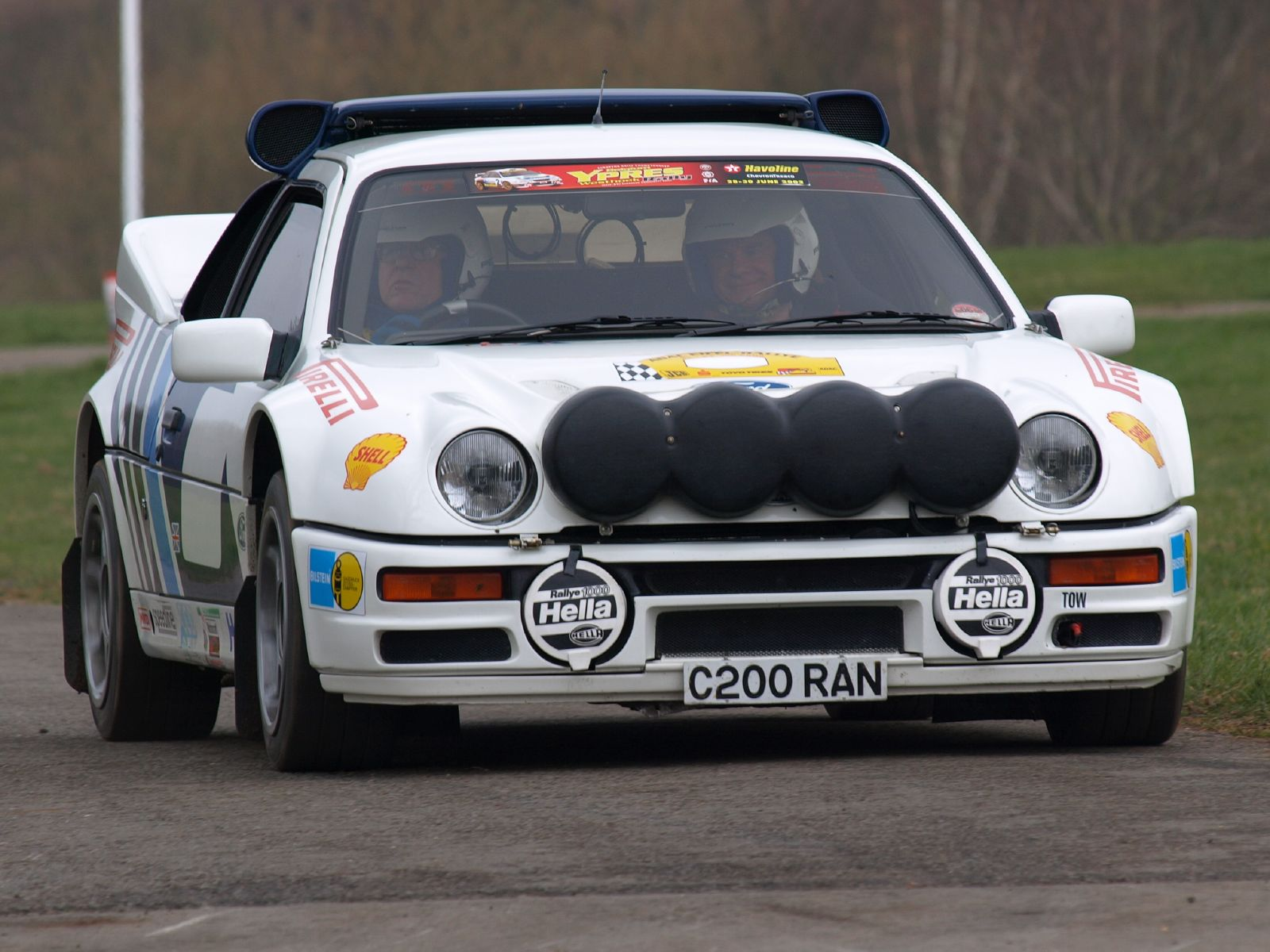
Ford RS200

Ce nouveau modèle suivait un design nouveau, avec une coque en plastique et fibre de verre conçu par Ghia, un moteur central et quatre roues motrices. Les voitures furent construites par Reliant, une entreprise réputée pour ses compétences concernant la fibre de verre. Pour favoriser la distribution des masses et l'équilibre de la voiture, les concepteurs créèrent une transmission partant du moteur central vers le train avant, puis, de là, retournant aux roues arrière, ce qui en faisait une configuration compliquée. Le châssis fut conçu par l'ancien concepteur de Formule 1 Tony Southgate, aidé au début par l'ancien ingénieur de Formule 1 de chez Ford, John Wheeler. Sa suspension était à double triangulation, avec deux amortisseurs à chaque roue, et l'ensemble semblait alors être le meilleur ensemble parmi les configurations des concurrents de l'époque. Le temps étant compté, nombre de pièces de ce véhicule furent prises sur d'autres modèles, comme le pare-brise avant et les feux arrière, identiques à ceux des premières Ford Sierra.
Le moteur était un Ford/Cosworth BDT de 1,8 litre, turbocompressé, de 250 chevaux pour la version commerciale, et entre 350 et 450 chevaux pour la version de rallye. Des kits de modification existaient pour faire monter les versions de série à 300 chevaux. Bien que la RS200 avait un équilibre très compétitif, son rapport poids/puissance n'était pas idéal, et son moteur était faible à bas régime. Cela le handicapa, et son meilleur résultat en championnat de monde des rallyes fut une troisième place au rallye de Suède 1986, atteinte par Kalle Grundel. Lors du rallye suivant, une RS200 fut impliquée dans un des pires accidents de l'histoire du rallye, quand elle sortit de la route au milieu d'un groupe de spectateur, en tuant trois et en blessant de nombreux autres. Peu de temps après, lors du rallye de la Hesse en Allemagne (hors championnat du monde), une RS200 conduite par le pilote suisse de F1 Marc Surer sortit de la route, heurta un arbre, causant le décès du copilote Michel Wyder. 

#### Lada

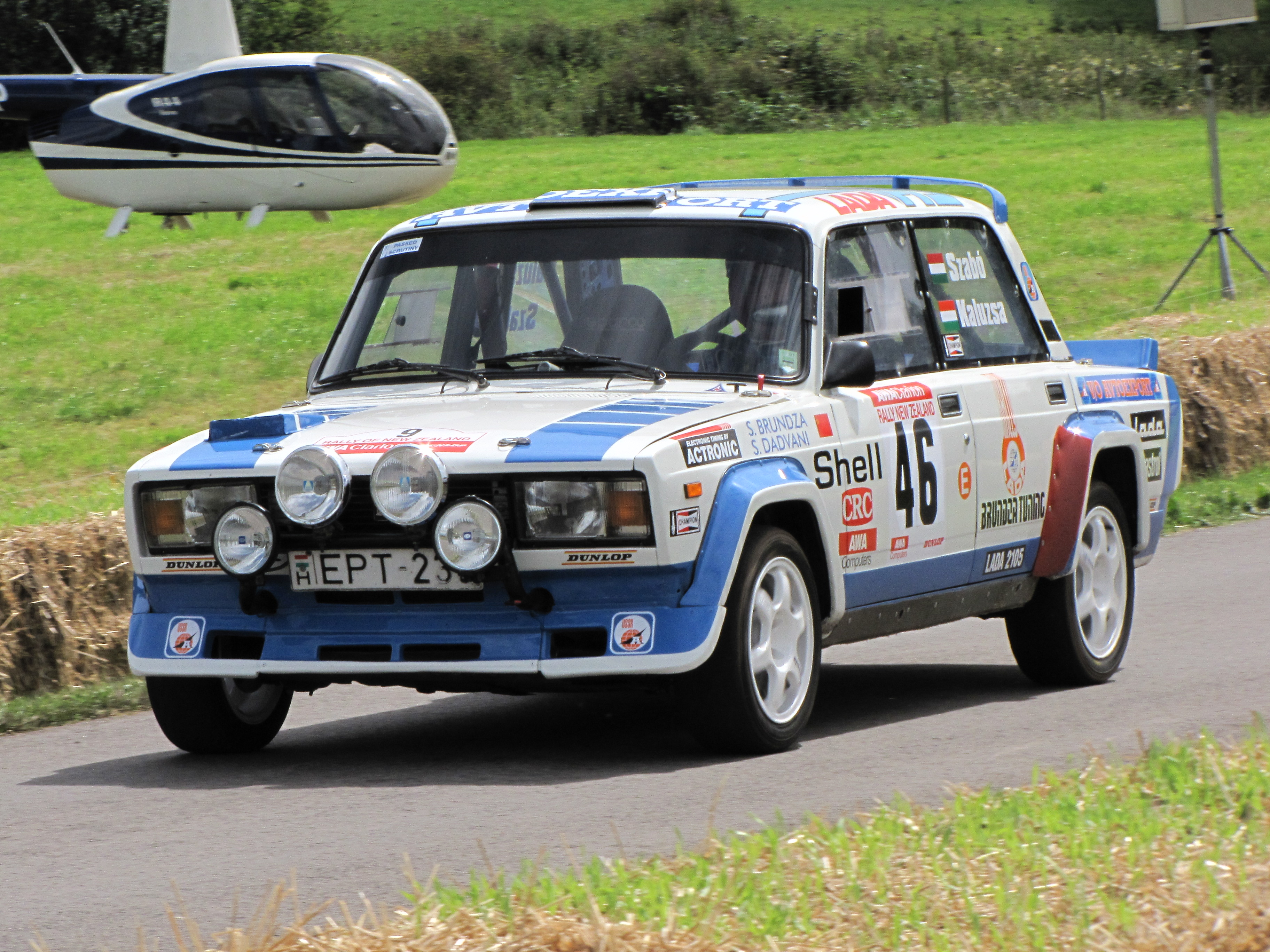
La Lada 2105 VFTS de l'équipage Stasys Brundza - Sergey Dadvani du Rallye de Nouvelle-Zélande 1985 au Cholmondeley Pageant of Power 2009

Lada obtient le 1er octobre 1982 l'homologation pour sa 2105 VFTS, dérivée de la 2105, VFTS étant l'Usine de moyens de transport de Vilnius. Elle est équipée d'un moteur de 1 588 cm3 développant 160 ch, et est engagée de 1982 à 1986 sous les couleurs du VAZ Lada rally team et de V/O AvtoExport. Elle obtiendra trois titres au championnat de Hongrie et sept titres au championnat de l'URSS.
Lada conçoit en 1985 la Lada Samara 4x4, basée sur la Lada Samara. Elle participe à quelques a quelques rallyes en URSS en tant que voiture ouvreuse, notamment au rallye Soyouz, mais ne verra jamais les pistes championnat du monde pour trois raisons: son moteur trop peu puissant de 150 ch, l’impossibilité pour Lada de fabriquer 200 exemplaires et l'annulation du groupe B en 1986.

#### Mazda

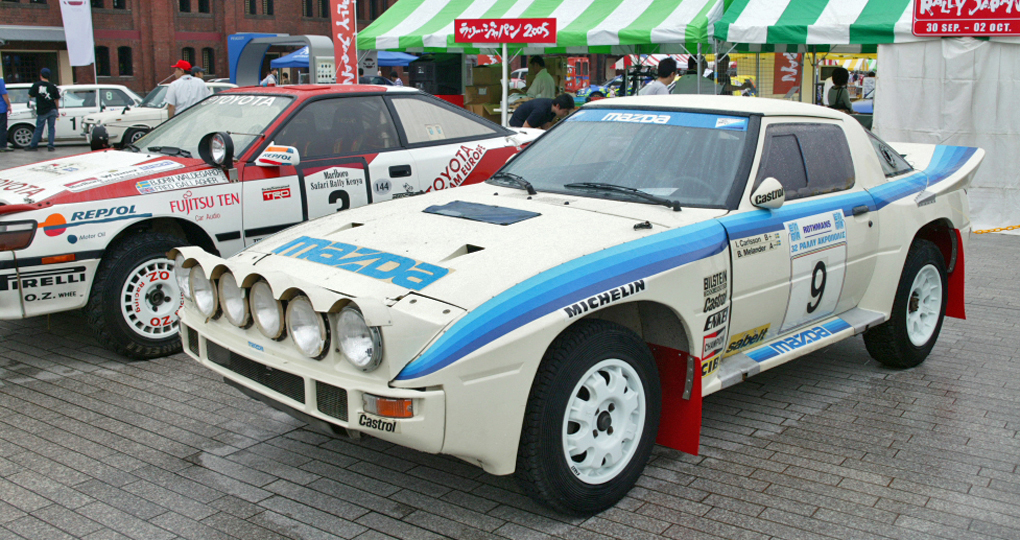
Mazda RX-7

Achim Warmbold, Pilote de rallye allemand, crée le Mazda Rally Team en 1982 avec Rod Millen et Timo Salonen. En 1983 La Mazda RX-7 est choisie et est la seule Groupe B équipée d'un moteur rotatif. Elle développe 300 ch aux roues arrière pour 980 kg.  Son meilleur résultat sera troisième avec Ingvar Carlsson au rallye de l'Acropole 1985.

#### Mitsubishi

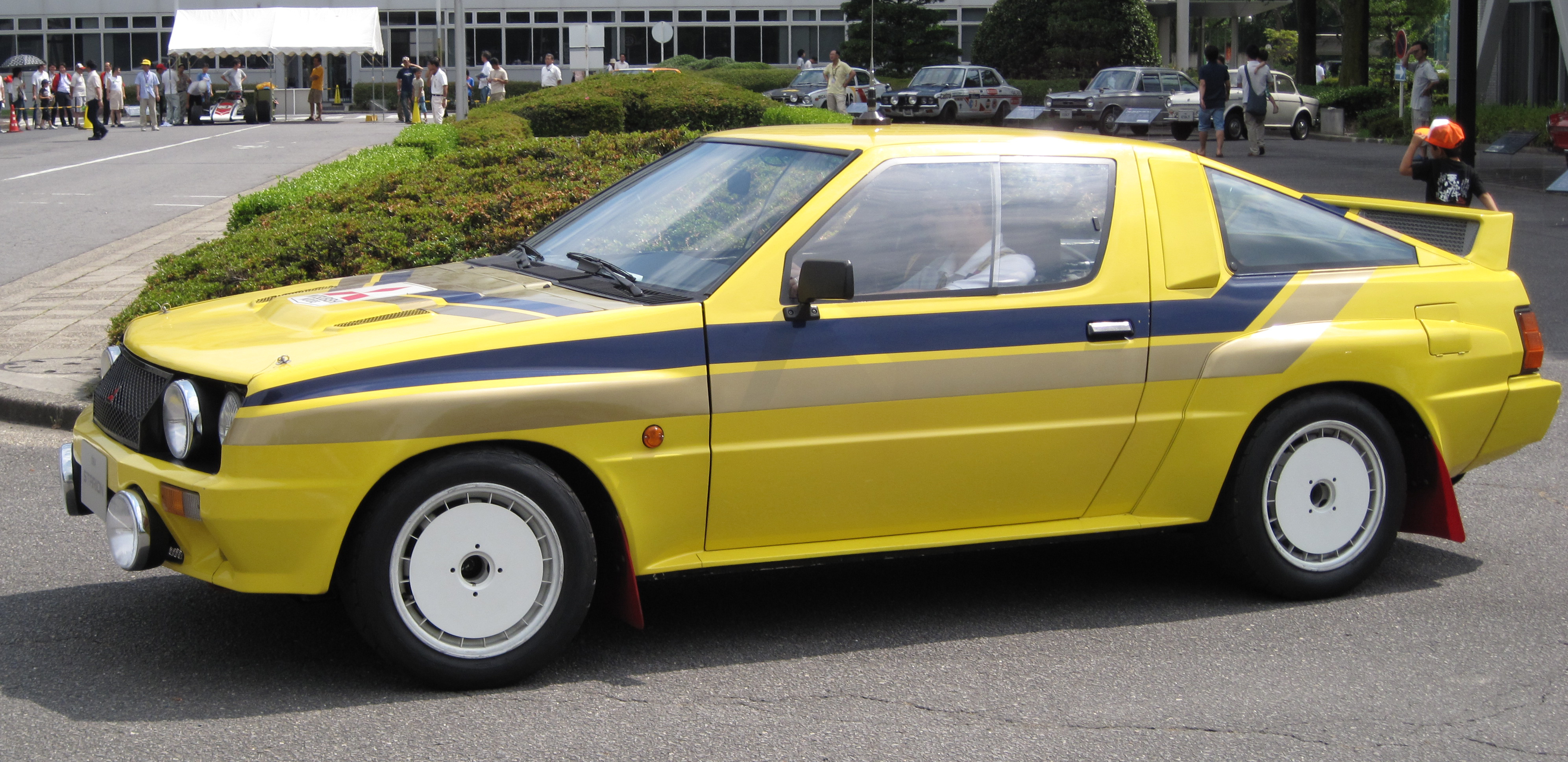
Mitsubishi Starion

Mitsubishi commercialise en 1985 la Starion 4WD Rally à 200 exemplaires mais le développement connut des difficultés et la voiture n'aura jamais la certification pour courir en groupe B. Ses participations en compétition se résument au rallye des mille pistes et en essai au Rallye de Grande-Bretagne.

#### Nissan

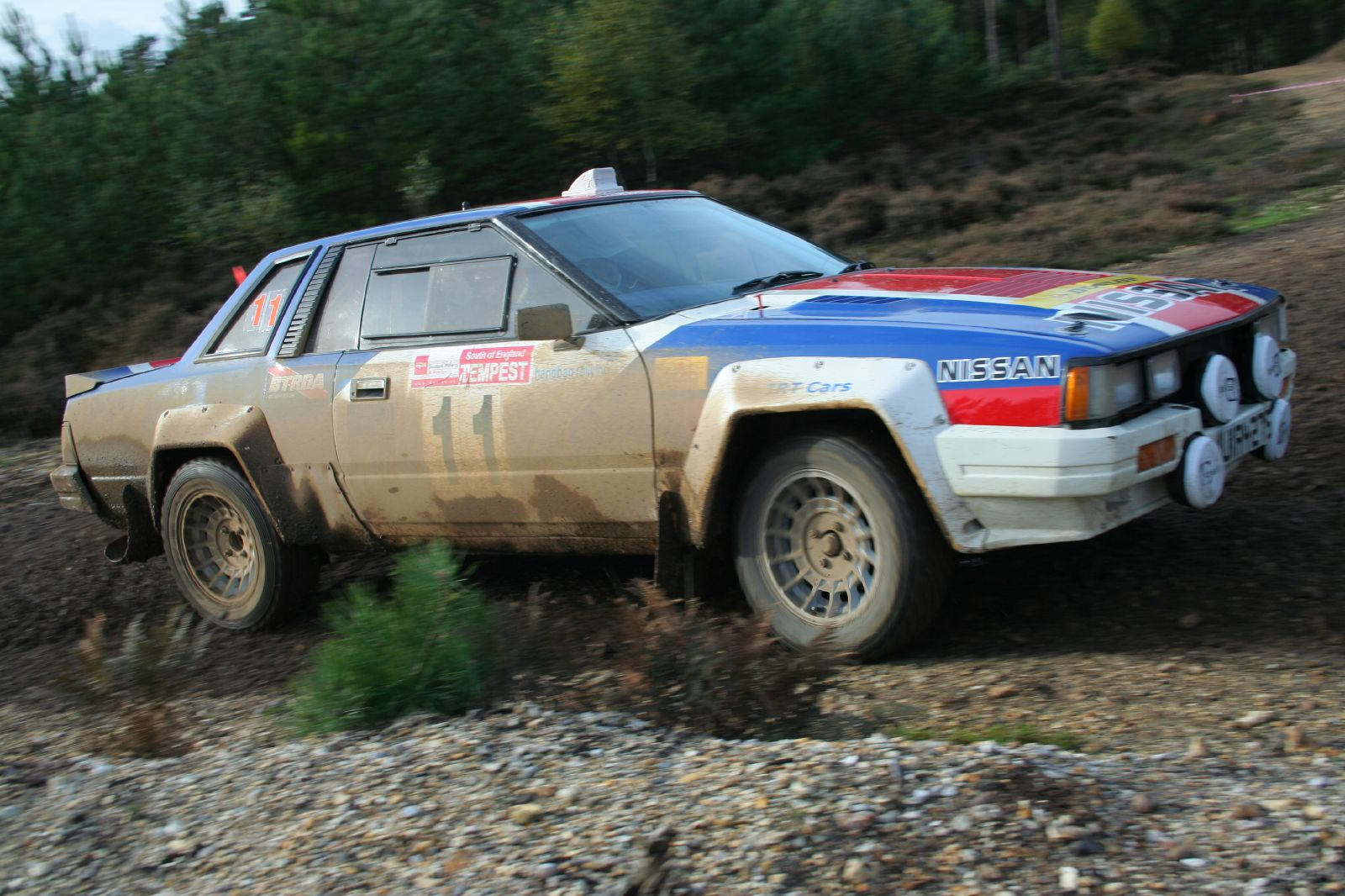
Nissan 240RS

En 1982, Nissan produit 230 exemplaires de la Nissan 240RS (en). Deux-cents pour la série et trente pour la compétition. La première course à laquelle participent les 240RS est le Rallye Safari 1983. Mais sur cinq voitures engagées, quatre abandonnent et une privée termine à la quatrième place. Comprenant que la voiture ne pouvait pas concurrencer les autres marques, Nissan transforme alors la 240RS en « Evolution ». Mais ce fut trop tard, la transmission intégrale et le turbo s'étaient généralisés chez la concurrence.

#### Opel

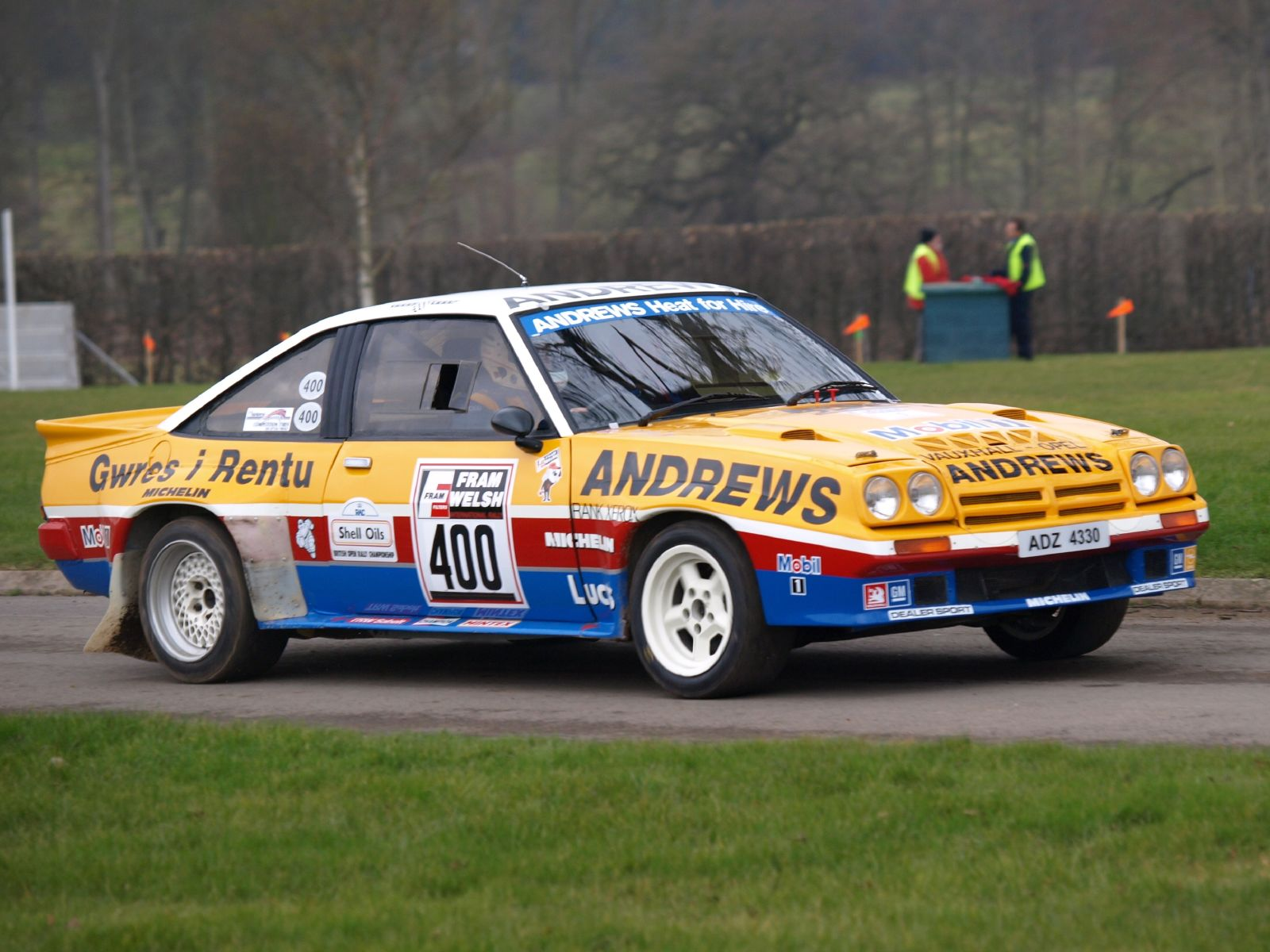
L'Opel Manta 400 de Russell Brookes au Race Retro 2008

Bien que l'idée de départ de Tony Fall était de transférer l'Opel Ascona 400 victorieuse aux mains de Walter Röhrl en 1982 du Groupe 4 vers le groupe B, le groupe Opel décidera, à cause du renouvellement de la gamme Ascona, d'opter pour la Manta 400. Plusieurs prototypes sont réalisés dès 1981 et les essais débutent au printemps 1982 où la Manta pilotée par Henri Toivonen gagnera le rallye des 1 000 pistes en catégorie expérimentale. Bien que très proche mécaniquement de l'Ascona 400, elle pèse 80-100 kg de moins, soit 980 kg, et dispose d'une puissance de 275 ch.
L'homologation en Groupe B effective en mars 1983, la Manta est engagée avec les pilotes Toivonen, Ari Vatanen et Guy Fréquelin dans le Rothmans Opel Rally Team. La voiture fait ses débuts au Tour de Corse mais abandonne. Il en suivra une quatrième place de Vatanen au rallye de l'acropole, une quatrième place de Toivonen au San Remo et une troisième place de Jimmy McRae au RAC rally. Opel finira troisième au championnat derrière Lancia et Audi. Opel est également présent en championnats nationaux, où Guy Fréquelin est sacré champion de France des rallyes et le sera aussi en 1985.
En 1984, Le cigarettier Rothmans quitte Opel pour se tourner vers Porsche, ce qui a pour effet d'orienter plus Opel vers les championnats nationaux, malgré une deuxième place de Rauno Aaltonen Au Safari Rally. Guy Fréquelin finit second du championnat de France.
En 1985 et en 1986, la voiture n’obtient pas de podium en championnat du monde, mais plusieurs victoires en championnat d'Europe grâce à Fréquelin, Guy Colsoul, Haider, Russell Brookes, Kalevi Aho et Federico Ormezzano. Mais voyant qu'une voiture sans turbo et surtout sans transmission intégrale ne peut pas concurrencer les autres groupe B, Opel décide de se retirer des épreuves sur routes. Au total 245 Manta 400 de séries seront produites.
Pour 1986/1987, Opel lancera l'étude d'une voiture à moteur turbo en position central avant à 4 roues motrices sur la base de sa nouvelle Kadett E. Ce sera la Kadett E 4S. Malheureusement le développement de cette voiture sera interrompu par l'arrêt du groupe B et l'abandon du groupe S. Cette voiture participera tout de même au Paris-Dakar aux mains de Guy Colsoul et de Erwin Weber. Les deux équipages abandonneront.

#### Porsche
Sont transférées du Groupe 4 au Groupe B la 928 carrera gt, la 924 GTS (mise au point par Jürgen Barth et Walter Rörhl), la 911 Turbo et la 911 SC RS . Cette dernière est homologuée en avril 1984 et engagée par les équipes Rothmans-Prodrive avec Henri Toivonen, Al Hajri, Bernard Béguin, Patrick Snijers et Billy Coleman, et Bastos avec Robert Droogmans et Ronny Joosten. Elles développent de 285 à 305 ch mais pèsent jusqu’à 1 015 kg. Le poids, la faible puissance, bien que ces points sont améliorés avec l'homologation, ajoutés aux deux roues motrices sont les principaux handicaps de la SC RS, qui ne se montre compétitive que sur les rallyes se disputant sur asphalte. La meilleure place sera celle de Béguin au Tour de Corse 1985 qui finira troisième.
Mais Porsche l'avait compris, il fallait pour être compétitif concevoir une nouvelle voiture plus puissante et dotée d'une transmission intégrale. Dans ce but, trois 911 SC 4x4 de 225 ch sont inscrites au Paris-Dakar 1984 sous les couleurs du cigarettier Rothmans qui finance en grande partie le programme. Les pilotes René Metge, Jacky Ickx et Roland Kussmaul finiront respectivement 1er, 6e et 26e.
C'est en 1981 que le projet d'une porsche à transmission intégrale compétitive sur route et sur circuit est lancé grâce à l'ingénieur en chef Helmuth Bott et au nouveau directeur du management Peter Schutz. Le concept est présenté au salon de Francfort 1983 et est baptisé 959 Gruppe B. Le moteur à deux turbos de 450 ch , directement dérivé du moteur des Porsche 956 victorieuses au 24 heures du Mans, est placé en porte à faux arrière pour disposer de quatre vraies places, la carrosserie est en aluminium et en polyester, tandis la motricité (ici le rapport de puissance distribuées au roues) et les suspensions (réglage en fonction de la vitesse) sont gérés en temps réel électroniquement.  283 voitures seront construites à 420 000 DM (environ 210 000 euros) mais pas à temps pour obtenir l'homologation.
La 961 (le nom des Sport-Prototypes 959) est engagée pour la première fois aux 24 Heures du Mans 1986 en tant que prototype en  catégorie IMSA GTX. Aux mains de René Metge et Claude Ballot-Léna, elle finira 7e, et reste la seule 4 roues motrices engagée aux 24 Heures. Engagé pour une deuxième et dernière fois aux 24H 1987 avec René Metge, Claude Haldi et Kees Nierop, Elle abandonnera sur accident.
Au Paris-Dakar 1985, les pilotes, Jochen Mass remplaçant Kussmaul, reprennent le volant des Porsche qui sont désormais des 961. Mais les trois voitures abandonnent. Les voitures repartent une dernière fois pour le Paris Dakar 1986, Kussmaul reprenant le volant de Mass, à bord de trois 961 développant environ 400 ch avec le carburant à faible taux d'octane africain.  C'est à nouveau la victoire pour René Metge, Ickx finit deuxième et Kussmaul sixième.
Les Porsche 930 et Porsche 928S participeront aux épreuves d'endurance de 1982 à 1984,.

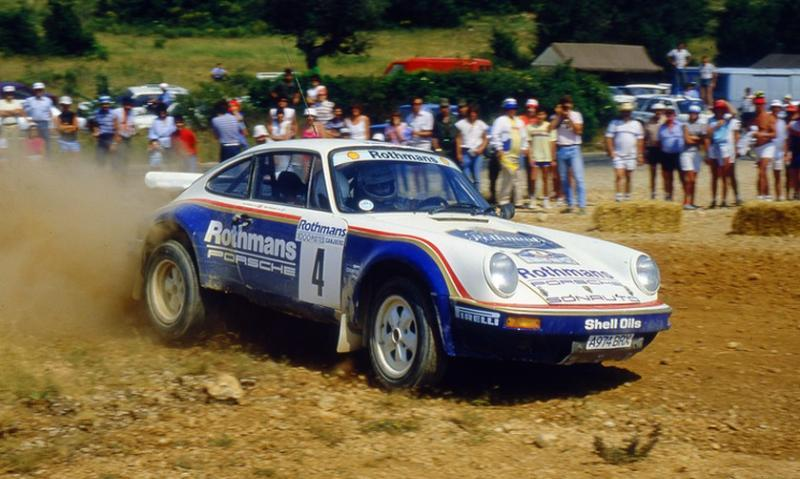
Henri Toivonen sur  Porsche 911 SC-RS au Rallye des 1000 Pistes 1984
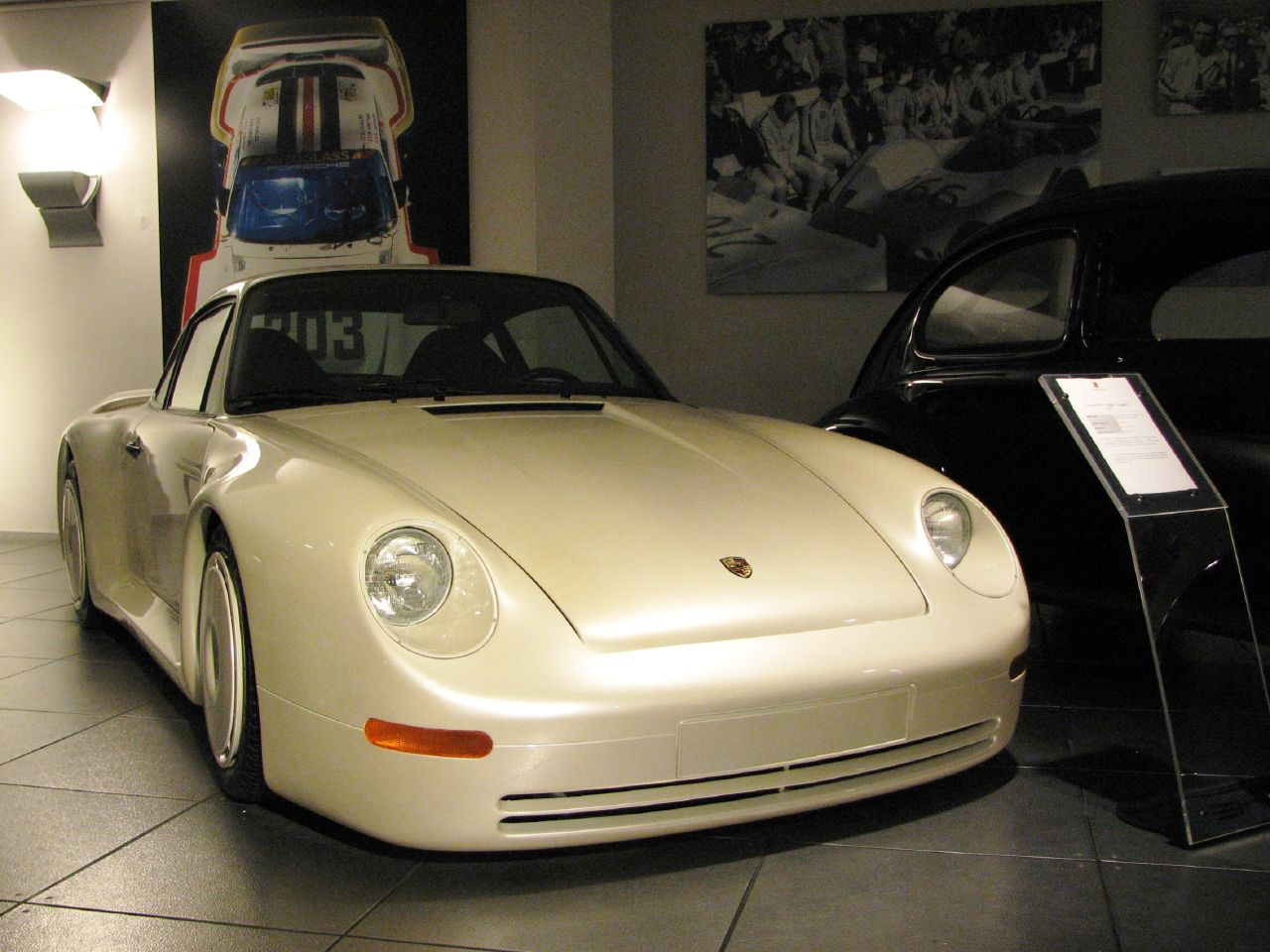
Le concept 959 Gruppe B
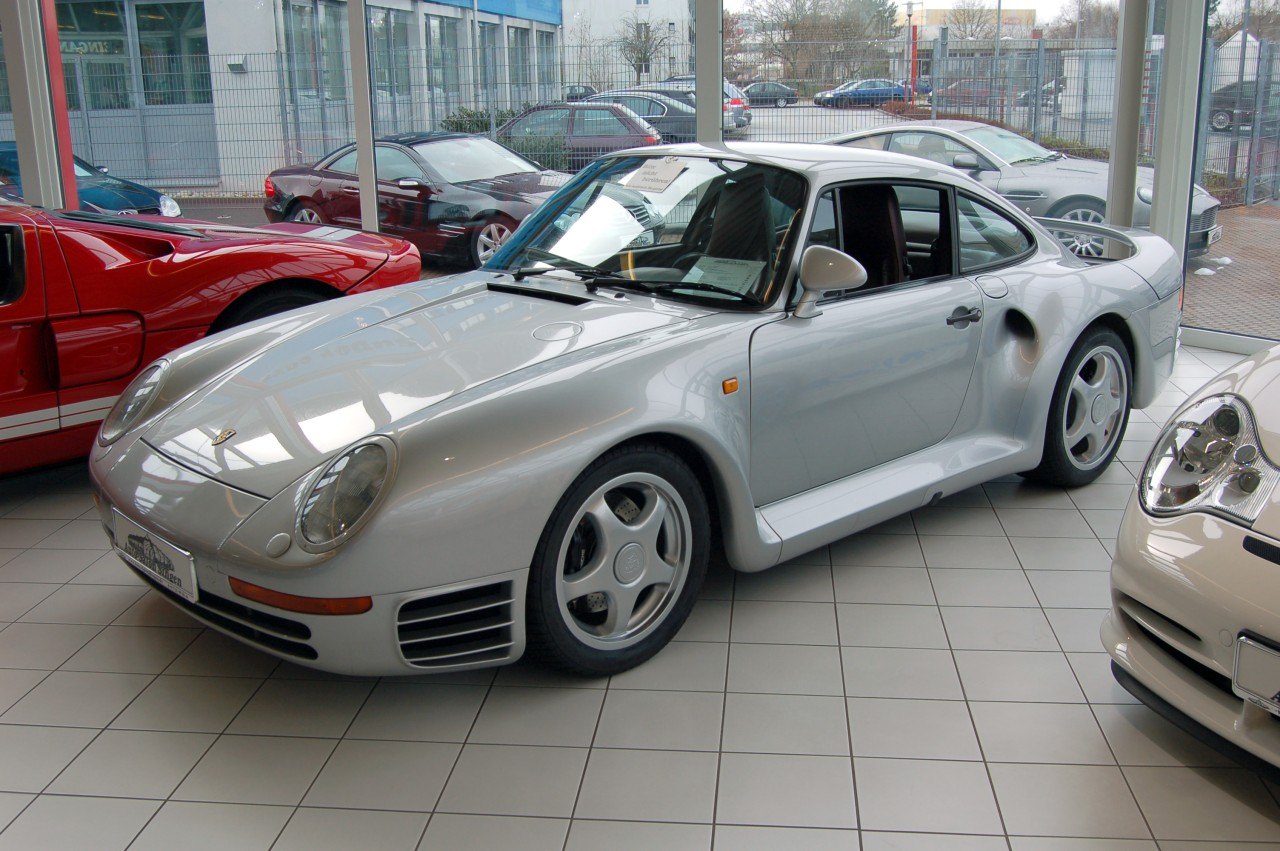
La 959 routière
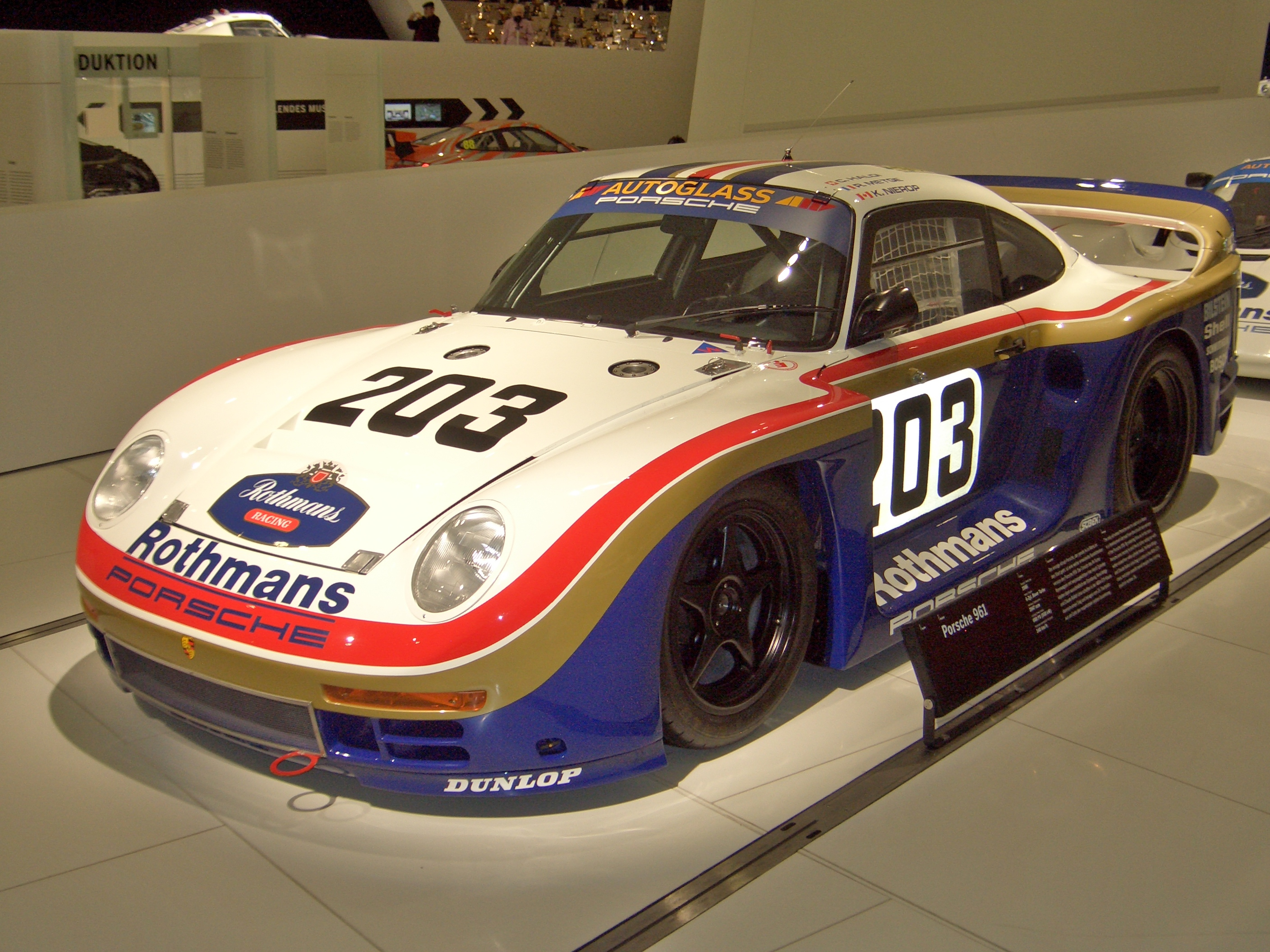
Porsche 961 des 24 Heures du mans 1987
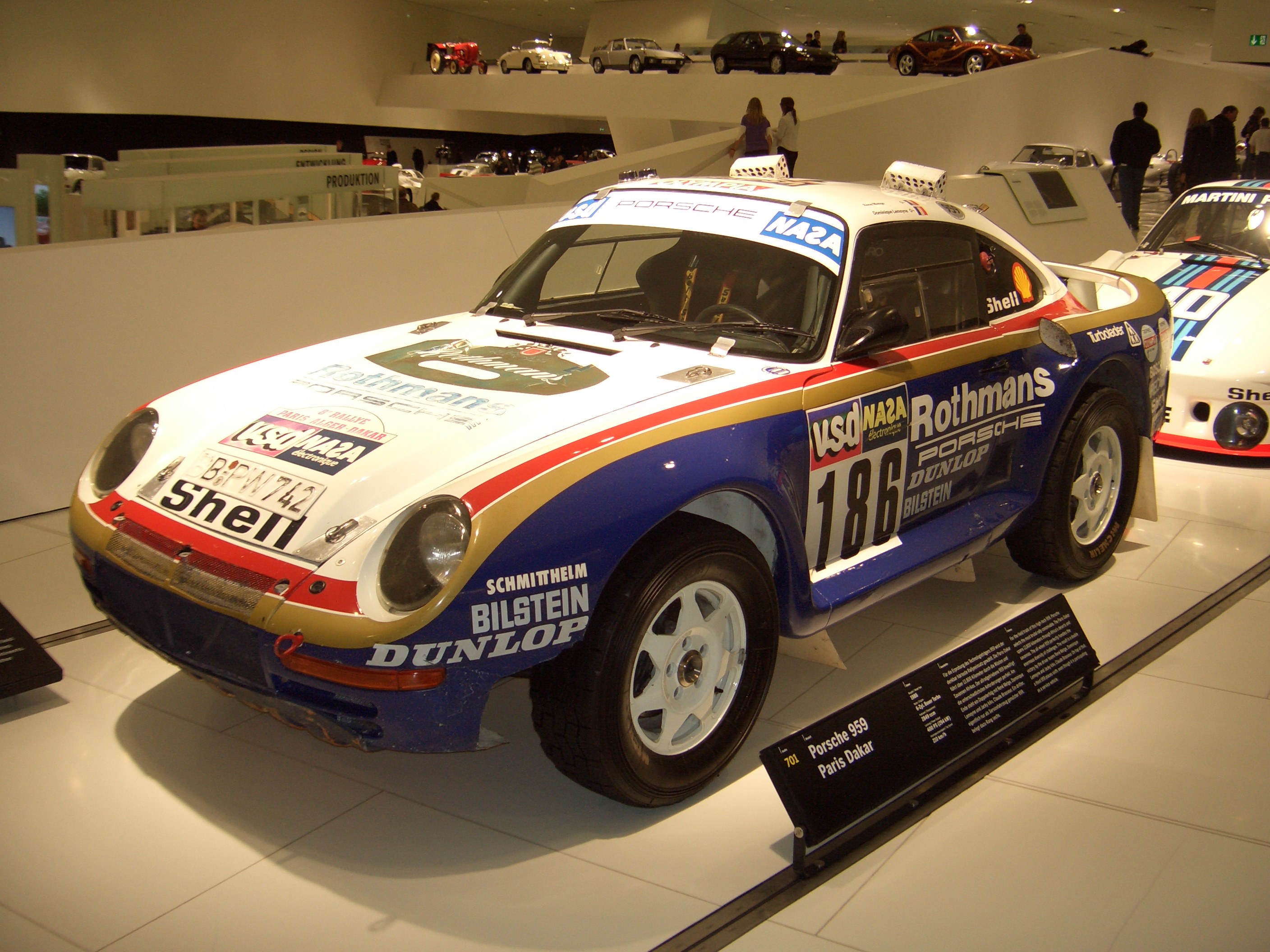
Porsche 959 du Paris Dakar 1985

#### Skoda

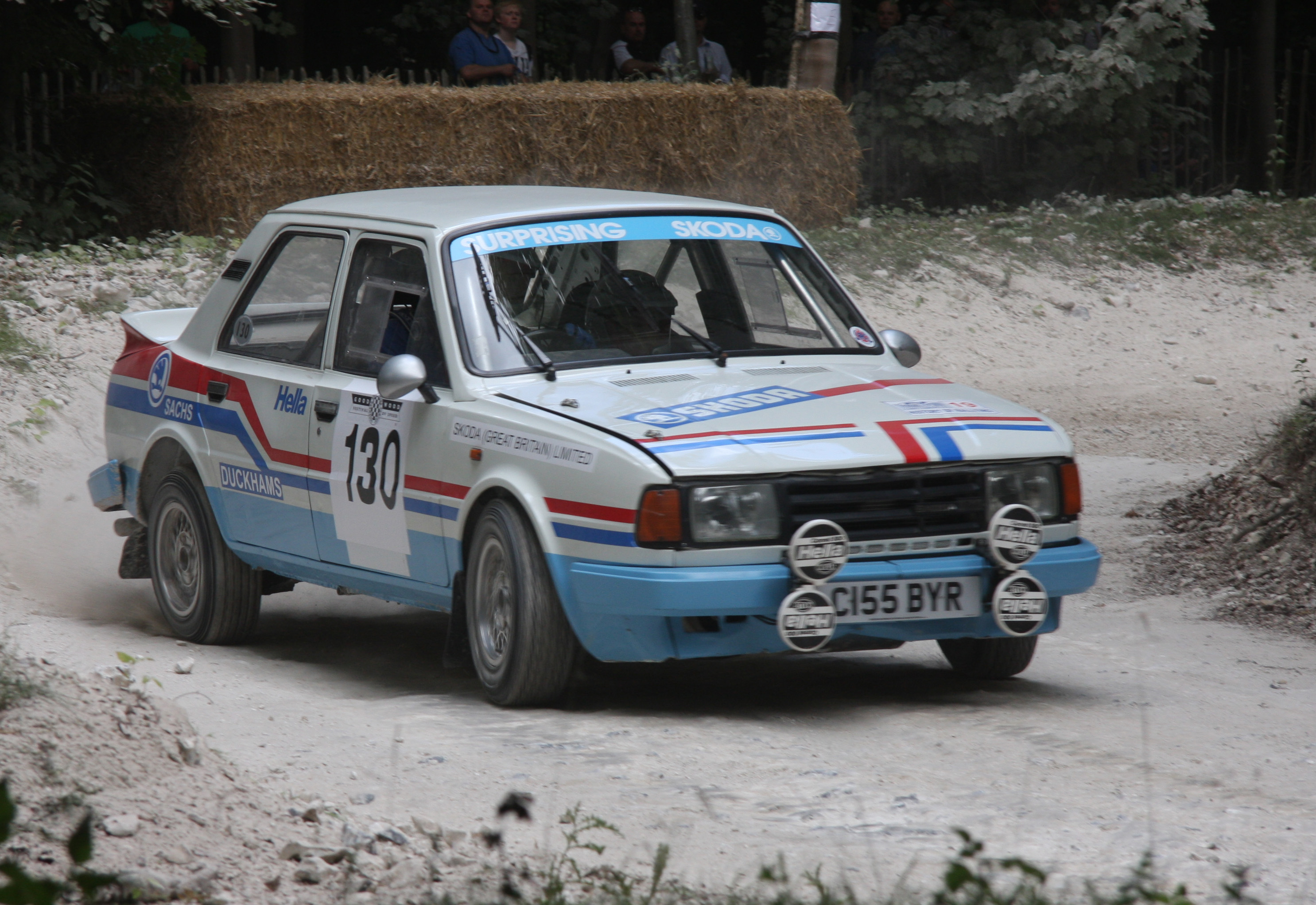
Skoda 130 LR

La Skoda 130 LR, dérivée de la  Škoda 130L est homologuée en janvier 1985. Plusieurs pièces comme le capot et les portes sont faites en aluminium et les fenêtres sont en fibre de verre. Elle développe 130 ch pour une cylindrée de 1 295 cm3. Du fait de sa faible puissance, la 130 LR fut autorisée à courir jusqu’en 1988.

#### Talbot
Les premiers pas de Talbot en groupe B seront réalisés par le passage de la Sunbeam Lotus Groupe 2 en groupe B tardivement en 1983. Cependant, le développement de cette voiture est arrêté.
En 1981 est construit un prototype sur base de Talbot Horizon Lotus par Desmond « Des » O’Dell, le concepteur britannique des Talbot Sunbeam Lotus, mais sera abandonné à la suite du retrait provisoire de Peugeot-Talbot en compétition. 
En 1981, Peugeot rachète Talbot (ex-Simca) et produit la Samba sur base de  Peugeot 104 et Citroën LN/LNA. La version sportive, Talbot Samba Rallye.
La Samba rallye apparaît en janvier 1983 et est homologuée en groupe A et groupe B pour divers championnats en rallye. La version de série développe 90 chevaux aux roues avant pour 787 kg. La version de course Groupe B type SRE produite à 200 unités développe 130 ch pour 675 kg grâce à de nombreux éléments en polyester comme les portières, le capot avant, hayon arrière et arceau en aluminium. 
Sa motorisation est un 1 285 cm3 de cylindrée à arbre à cames en tête, ce qui en fait une rivale principale à la Citroën Visa. La coupe Samba Peugeot Talbot Sport est organisée et le meilleur pilote intégrera le GACP (Groupement Amical des Concessionnaires Peugeot) pour peut-être intégrer l'équipe d'usine.

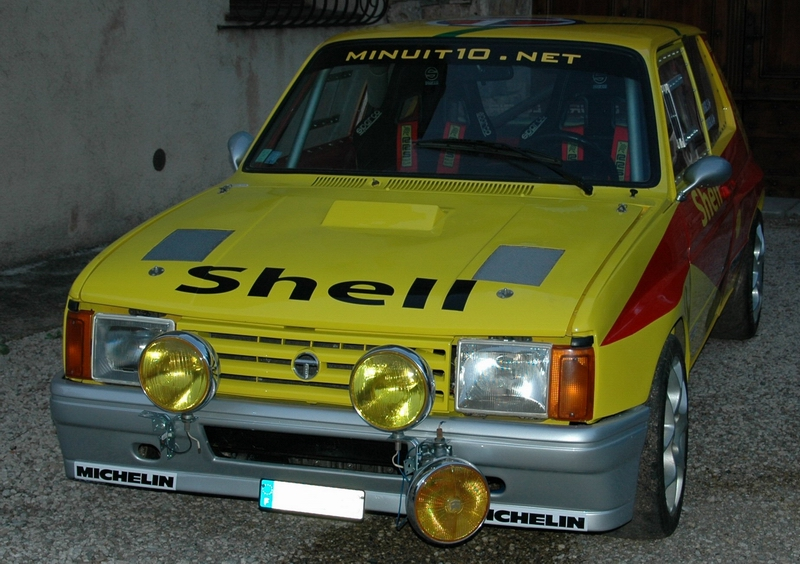
Talbot Samba Rallye groupe B (ex Leandri)

En janvier 1984, l'évolution type SRE2 est homologuée, les  changements sont nombreux, augmentation des voies avec ailes larges en polyester, passage de la motorisation à 1 296 cm3 et 136 ch, adoption de frein AP de nouvelle génération. La Samba se révèle efficace sur l'asphalte avec pour meilleur résultat une place de 7e au Tour de Corse 1985 aux mains de Jean-Paul Bouquet et 9e au Tour de Corse 1986 avec Gilbert Casanova 
Le concept de la Samba groupe B, c'était d'avoir un véhicule, pour un rapport prix/performance exceptionnel et se battre dans le haut du classement. Un pilote privé pouvait faire construire sa propre Samba Groupe B grâce au catalogue de pièces Peugeot Talbot Sport. C'est ainsi que certaines de ces voitures sortirent de petits ateliers comme Mathiot, Brozzi, Bouhier.

## Jeux vidéo
Les voitures du Groupe B apparaissent dans les jeux vidéo suivants :
- Série Colin McRae
- Série Gran Turismo
- Série Forza Motorsport
- Série Forza Horizon
- Série Dirt
- Série WRC
- Rallisport Challenge
- rFactor
- Dirt 3
- Dirt 4
- Dirt Rally 2.0
- Dirt Rally
- The Crew 2
- Rbr
- Art of Rally